# Englische Cricket-Nationalmannschaft
Die englische Cricket-Nationalmannschaft (englisch England cricket team) vertritt England und Wales auf internationaler Ebene in der Sportart Cricket. Sie ist Vollmitglied im International Cricket Council (ICC) und damit berechtigt, Tests gegen andere Vollmitglieder auszutragen. Das Team wird seit dem Januar 1997 vom Verband England and Wales Cricket Board (ECB) geleitet, der diese Aufgabe vom Test and County Cricket Board (TCCB) übernahm, der seinerseits 1968 die Nachfolge des Marylebone Cricket Clubs (MCC) war. Bis Anfang der 1990er Jahre vertrat sie formal ebenso Schottland und Irland, die seitdem eigenständige Mitglieder des ICC sind.
England bestritt im März 1877 gegen Australien den ersten Test in der Geschichte des internationalen Cricket. Ebenso bestritten beide Länder im Januar 1971 das erste One-Day International (ODI) und im Juni 2005 England sein erstes Twenty20 International (T20I) gegen Australien. Größte Erfolge bei Weltmeisterschaften waren der zweimalige Gewinn des T20 World Cup (2010 und 2022) sowie des Cricket World Cup 2019. Im Test Cricket sind das wichtigste Ereignis die Serien gegen Australien, bei der um die bekannteste Trophäe im internationalen Cricket, The Ashes, gespielt wird. 28 ehemalige englische Spieler wurden in die ICC Cricket Hall of Fame aufgenommen.

## Geschichte

### Ursprünge
In England werden bereits seit Jahrhunderten Sportarten praktiziert, bei denen Teilnehmer einen Ball mit einem Stock schlagen. Vor allem Tip-cat, bei dem ein Spieler einen Ball mit einem Stock schlägt und andere versuchen, den Ball anschließend zu fangen, gilt als ein Vorläufer des Crickets. Tip-cat reicht bis ins 17. Jahrhundert zurück und war vor allem im 19. Jahrhundert im Vereinigten Königreich beliebt.

### Vor-Test Ära

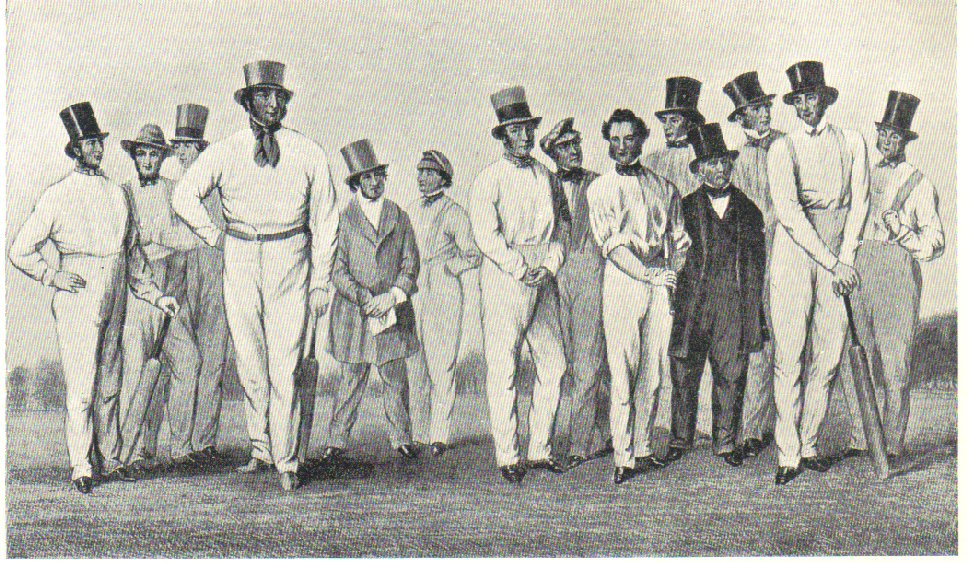
Das „All-England“ Team 1846

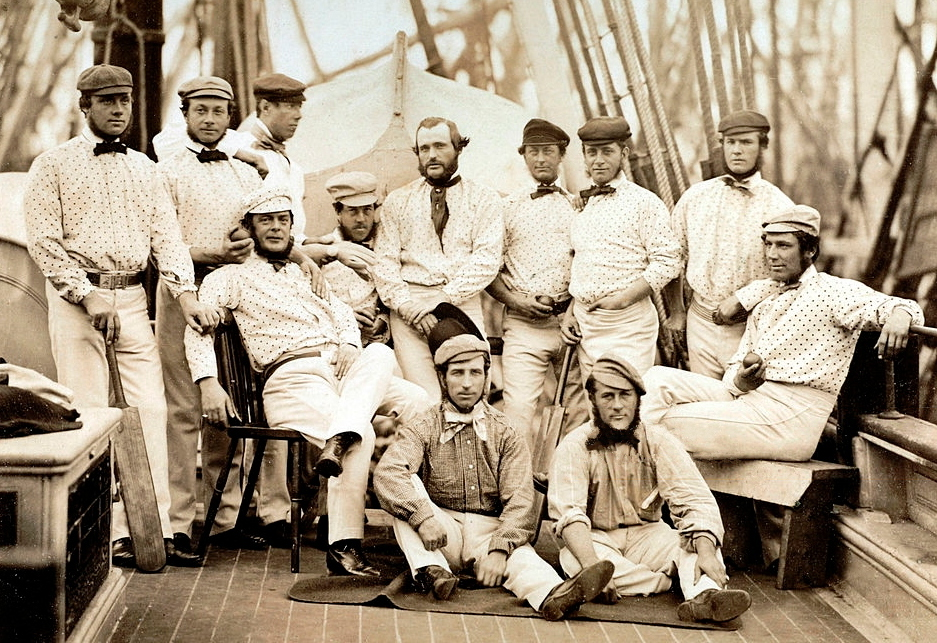
Das englische Team 1859 auf dem Weg in die USA, die erste englische Tour in der Cricketgeschichte

Die erste heute bekannte Mannschaft, mit dem Anspruch „England“ zu repräsentieren, war ein „All-England“ Team, das am 9. Juli 1739 gegen eine starke Mannschaft aus der „unbesiegbaren Grafschaft“ Kent knapp verlor. In den folgenden Jahrzehnten folgten noch viele Spiele ähnlicher Art, bis 1846 William Clarke eine „All-England Eleven“ ins Leben rief. Gegen die unter anderem von John Wisden im Jahr 1852 gegründete „United All-England Eleven“ fanden zwischen 1857 und 1866 jährliche Spiele statt, die damals der Höhepunkt der englischen Cricket-Saison waren, auch was die Qualität der Spieler betraf.
Die erste englische Mannschaft, die in Übersee antrat, reiste im September 1859 nach Nordamerika, finanziert durch William Pickering, einem nach Kanada emigrierten ehemaligen Spieler der University of Cambridge. Sie bestand aus je sechs Spielern der „All-England Eleven“ und der „United All-England Eleven“, ihr Kapitän war George Parr.
Mit dem Ausbruch des Sezessionskrieges musste man sich anderweitig umsehen, und in der Wintersaison 1861/62 reiste zum ersten Mal eine englische Mannschaft unter der Leitung von H. H. Stephenson nach Australien; die Tour wurde von Messrs Spires und Pond, Gastronomen aus Melbourne, finanziert. Die auf der Tour ausgetragenen Spiele fanden jedoch gegen Mannschaften statt, die meist aus mehr als elf Spielern bestanden, da man sich so den größten finanziellen Ertrag erhoffte und die Spiele so ausgeglichener gestalten wollte. Spiele während der Tour besaßen meist eine Gewinnchance von 18/11. Die Tour galt als Erfolg und so gab es in der Saison 1863/64 eine weitere Tour unter George Parr. Jedoch kam es auf ihr zu Konflikten zwischen Amateuren, die allgemein einer gehobenen Gesellschaftsschicht entstammten, und Profis. Dies führte dazu, dass in den folgenden Jahren nur bedingt gemischte Mannschaften für die Touren zusammengestellt wurden. Der Gegensatz zwischen Amateuren und Profis setzte sich auch in den folgenden Jahren fort.

### Die ersten Tests

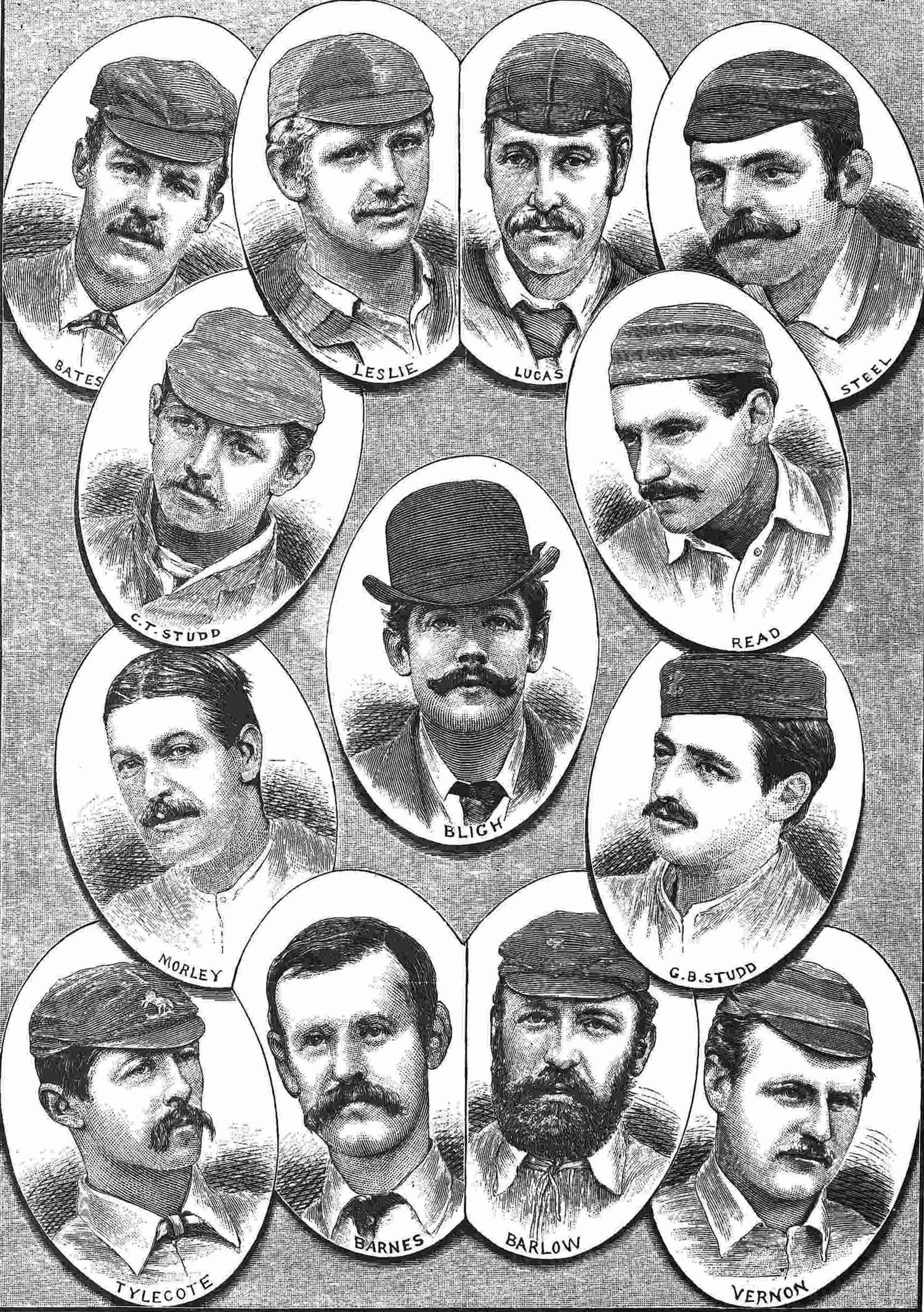
Die englische Cricket-Nationalmannschaft, 1883

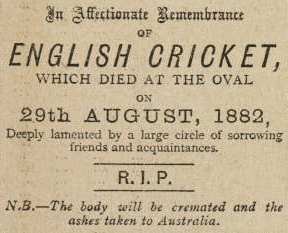
Der „Todesbericht“ der 1882 in The Sporting Times abgedruckt wurde

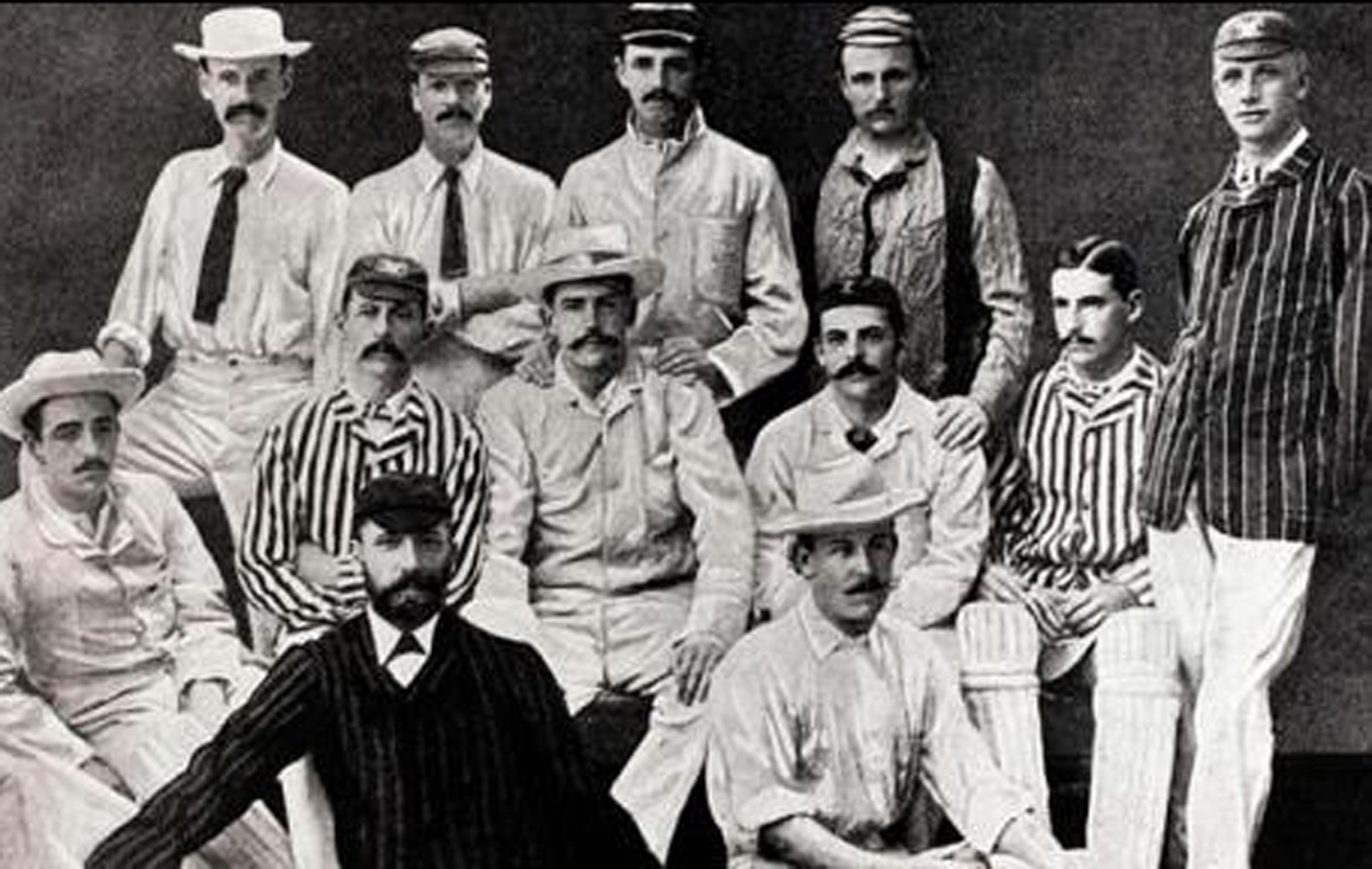
Die englische Mannschaft vor ihrer Australientour 1882/83

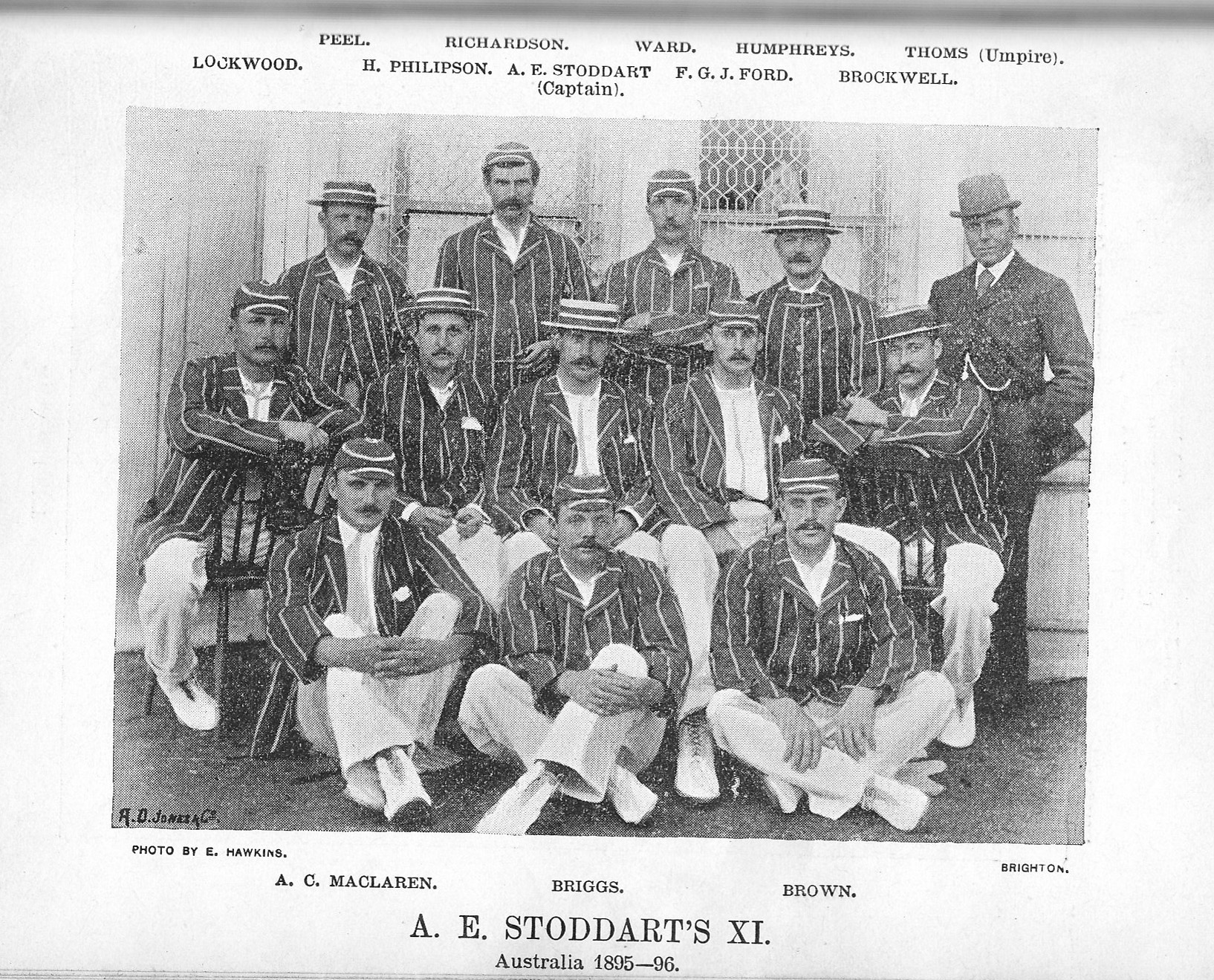
Die englische Mannschaft der Ashes-Serie 1894/95

Die darauf folgende, von James Lillywhite angeführte englische Mannschaft bestand ausschließlich aus Profis und brach am 21. September 1876 mit dem P&O-Dampfschiff Poonah nach Australien auf. Sie traf auf eine australische XI und erstmals bestanden beide Mannschaften aus elf Spielern. Der erste Test, wie er erst nachträglich bezeichnet wurde, fand ab dem 15. März 1877 im Melbourne Cricket Ground statt. Diesen verlor das englische Team mit 45 Runs. Der Australier Charles Bannerman erzielte in diesem Spiel mit seinem einzigen First-Class-Century (100 Runs) überhaupt das erste Century der Test-Cricket-Geschichte, und bis heute den größten Anteil eines Einzelspielers in einem vollen Test-Innings. England konnte sich aber knapp zwei Wochen später an gleicher Stelle mit einem Sieg von vier Wickets revanchieren. Das erste Test-Match in England konnten die Gastgeber 1880 für sich entscheiden. Dies war auch das erste Mal, dass England in voller Stärke, inklusive W. G. Grace, antreten konnte.
In den Folgejahren folgten weitere Touren, wobei vor allem die australische Englandtour 1882 hervorstach. Australien gelang es, in einem engen Spiel die Engländer mit sieben Runs überraschend zu schlagen, woraus aus einem Zeitungsscherz die Ashes entstanden. Die Niederlage war ein Schock für die Sportöffentlichkeit in England. Als Reaktion darauf druckte The Sporting Times eine ironische „Todesanzeige“ auf das Englische Cricket ab:

„In Affectionate Remembrance of English Cricket,
WHICH DIED AT THE OVAL on 29th AUGUST, 1882, Deeply lamented by a large circle of sorrowing friends and acquaintances. R. I. P.
N.B.—The body will be cremated and the ashes taken to Australia.“

„In liebevoller Erinnerung an das englische Cricket, das am 29. August 1882 im Oval verstarb, zutiefst beklagt von einem großen Kreis trauernder Freunde und Bekannter. R. I. P. / P.S.—Der Leichnam wird eingeäschert und die Asche nach Australien überführt.“

Im folgenden Winter führte der englische Kapitän Ivo Bligh das Team nach Australien, „um jene Asche wiederzuerlangen“ (to recover those Ashes). Die sowohl aus Amateur- als auch Profispielern bestehende Mannschaft gewann die Testserie mit 2–1. Daraufhin erhielt Bligh eine Urne überreicht, wobei die Asche nach verschiedenen Berichten entweder von einem Bail, einem Ball oder dem Schleier einer Frau stammte. Seitdem wird die in etwa zwei Mal alle vier Jahre ausgetragene Testserie der beiden Mannschaften als Ashes-Series bezeichnet. Anschließend fand noch ein viertes Spiel statt, das Australien mit vier Wickets gewann. Allerdings wurde dieses Spiel nicht als Teil der Ashes gewertet. Nach dem Sieg des englischen Teams 1882/83 in Australien dominierten die Engländer diese Serie und konnten allein bis zum Ende des 19. Jahrhunderts noch zehn weitere Male die Ashes für sich entscheiden. Auch bestritten sie 1889 ihr erstes Testmatch gegen Südafrika. Die Erfolge der englischen Mannschaft bestätigten den Glauben an die eigene Dominanz und Überlegenheit.
Die Ashes-Serie 1890 gewann England mit 2–0, wobei das dritte Spiel der Serie der erste Test war, der abgesagt werden musste. Bei der Tour 1895/96 in Südafrika gewann England alle Tests der Serie. Für die Heimspiele änderten sich ab der Ashes-Serie 1899 die Nominierungsregeln für die Nationalmannschaft. Erstmals richtete der MCC und die County-Clubs ein selection committee („Auswahlkomitee“) zur Auswahl der Spieler ein. Bis dahin war der Kader durch den jeweiligen Heimclub des Spielortes bestimmt worden. Die damals aktiven Amateurspieler Grace, Lord Hawke und Warwickshires Kapitän Herbert Bainbridge waren Teil des Komitees. Durch die Zusammensetzung des Komitees kam es bei der Auswahl der Spieler ebenfalls zu einer Bevorzugung von Amateuren. Da die aktiven Amateurspieler im Spiel ihren Fokus eher aus das Batting legten, gelangen England im letzten Match zwar 576 Runs, jedoch war es durch mangelndes Bowling zweimal nicht dazu in der Lage, Australien auszubowlen. England verlor die Serie mit 0–1, und Grace bestritt im ersten Spiel der Tour seinen letzten Test.

### Beginn des 20. Jahrhunderts

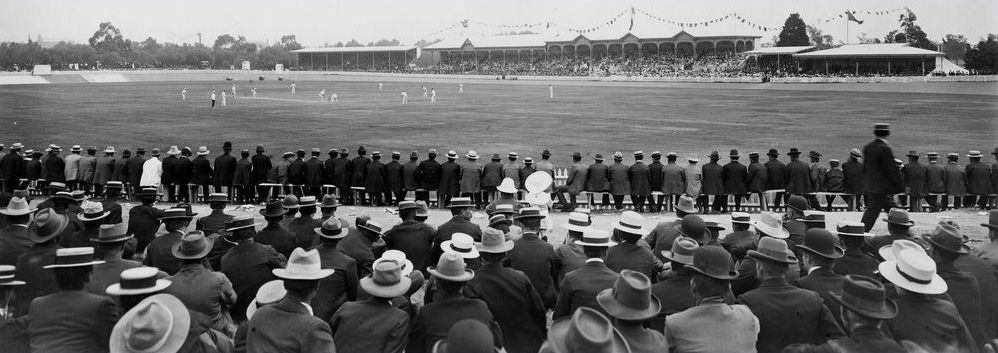
Der dritte Test zwischen Australien und England 1902 im Adelaide Oval

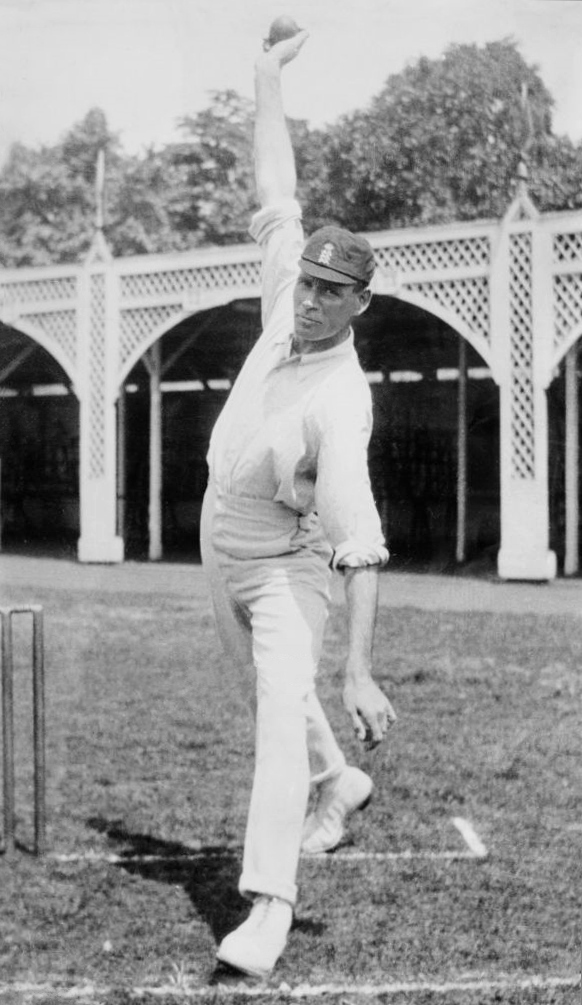
Der englische Cricketspieler Sydney Barnes demonstriert sein Bowling im Lord’s Cricket Ground, Mai 1910

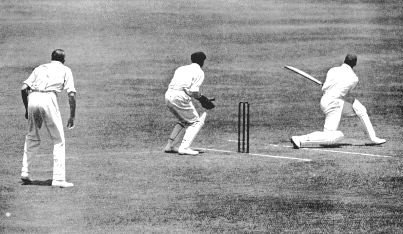
Herbert Sutcliffe im Batting gegen Arthur Mailey während des ersten Test Matches der Ashes Tour 1924/25 in Sydney

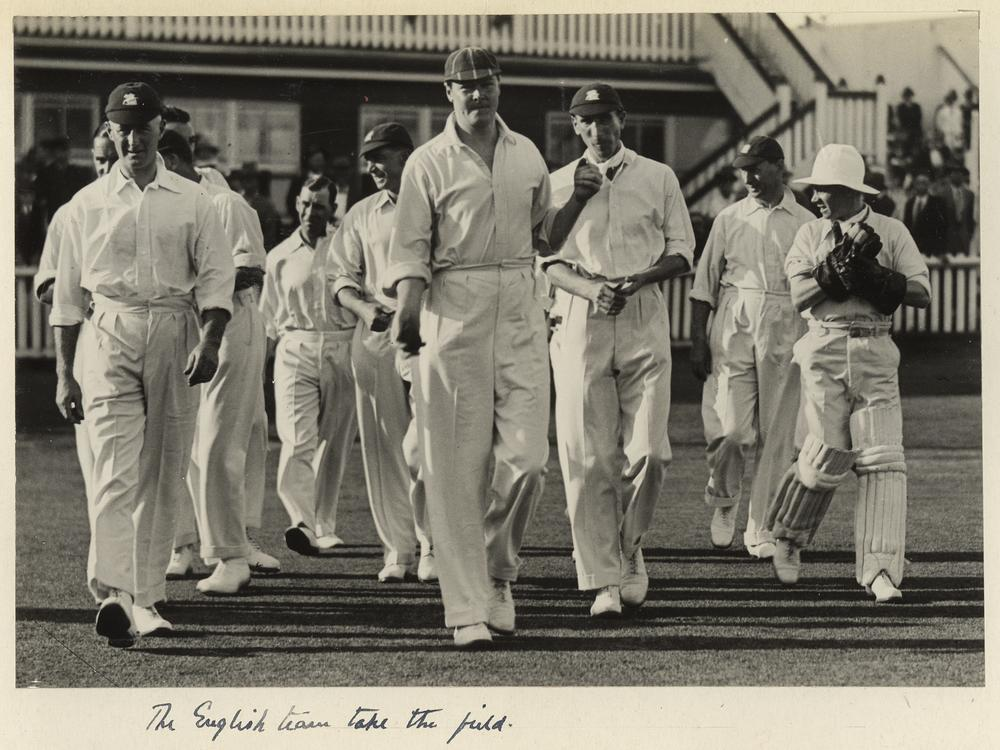
Die englische Mannschaft beim Test im Brisbane Exhibition Ground 1928. England gewinnt das Match mit einem Rekordergebnis von 675 Runs

Der Beginn des neuen Jahrhunderts verlief sehr gemischt. So gewann England vor dem Ersten Weltkrieg nur vier der acht ausgetragenen Ashes-Serien gegen Australien und 1905/06 verlor es sogar erstmals eine Testserie in Südafrika.
Nachdem England die erste Ashes des neuen Jahrhunderts 1901/02 in Australien mit 1–4 verloren hatte, konnte Australien auch in England gewinnen. Letztere Tour war durch ein intensiv gespieltes Cricket geprägt, nachdem unter anderen Gilbert Jessop innerhalb von 75 Minuten ein Century erzielen konnte. Zurück in Australien, feierte England unter Kapitän Pelham Warner bei der Ashes 1903/04 wieder einen Serien-Sieg. Dabei erzielte R. E. Foster bei seinem Debüt ein Double-Century über 287 Runs und Wilfred Rhodes stellte mit 15 Wickets in einem Spiel einen Rekord auf. In Südafrika verlor England in der Saison 1905/06 mit 1–4, revanchierte sich jedoch daheim unter Kapitän Foster in der Saison 1907 mit einem 1–0-Sieg. Allerdings hielt der Erfolg nicht an, da es die Ashes-Serie daheim 1909 verlor, ebenso wie die Serie in Südafrika in der Saison 1909/10. Bei letzterer konnte nur Jack Hobbs als Batter überzeugen, der sein erstes von insgesamt 15 Test-Centuries seiner Karriere erzielte. Am 15. Juni 1909 gründete der englische Verband zusammen mit Australien und Südafrika im Lord’s Cricket Ground die Imperial Cricket Conference (heute International Cricket Council, ICC). Bei der Tour 1911/12 in Australien verlor das Team den ersten Test, drehte dann jedoch dank Jack Hobbs und Sydney Barnes die Tour und entschied die verbliebenen Spiele für sich. Dies war die letzte Ashes-Tour vor dem Ausbruch des Ersten Weltkrieges.
In der Saison 1912 trug man in England ein Test-Cricket-Turnier zwischen den damals drei Test-Nationen England, Australien und Südafrika aus und bestritt dabei neun Spiele. England gewann das Turnier zwar mit vier Siegen aus sechs Spielen, doch ein sehr regnerischer Sommer, ein geschwächtes australisches Team, nicht sehr effektive südafrikanische Bowler und ein geringes Zuschauerinteresse an den Spielen ohne englische Beteiligung machten das Turnier insgesamt zu einem Fehlschlag. Der Daily Telegraph faste das Turnier folgendermaßen zusammen:

„Nine Tests provide a surfeit of cricket, and contests between Australia and South Africa are not a great attraction to the British public.“

„Neun Tests sorgen für ein Übermaß an Cricket, und die Spiele zwischen Australien und Südafrika sind für die britische Öffentlichkeit von wenig Interesse.“

Beim Spiel zwischen Australien und Südafrika im Lord’s Cricket Ground war mit dem britischen König Georg V. erstmals ein herrschender Monarch einem Test anwesend. Vor dem Kriegsausbruch spielte England noch eine weitere Tour in Südafrika aus und gewann sie mit 4–0. Dies lag vor allem an Barnes, der in der Serie 49 Wickets erzielte.
Nach dem Krieg tat sich das Team schwer und verlor die ersten drei Ashes-Serien deutlich. Bei der Serie 1920/21 musste England seinen ersten Whitewash, also Niederlagen in allen (fünf) Spielen, hinnehmen. Verantwortlich dafür war unter anderem der australische Bowler Arthur Mailey, der 36 Wickets erzielte. Jedoch machten die Engländer wie zuvor jeweils andere Umstände für Niederlagen geltend. Etwa die Tatsache, dass für die Serien in Australien aufgrund der langen Reise (von September bis April) nicht die bestmögliche englische Mannschaft antrat und auch der Verlust vieler junger Spieler auf den Schlachtfeldern. Darum hielt England, wie schon vor dem Krieg, bis zu Anfang der 1920er-Jahre am Glauben fest, weiterhin die führende Cricket-Nation der Welt zu sein. Erst die Niederlagen zu Beginn des Jahrzehnts sorgten für ein Ende dieses tief verwurzelten Überlegenheitsgefühls. Die folgenden Ashes verliefen nicht besser: England verlor die Ashes 1921 mit 0–3 und die Ashes 1924/25 mit 1–4. Aufgrund der anhaltenden Niederlagen kam es zu einer Veränderung in der Auswahl des Teams und die ehemals deutlich vorherrschenden Amateurspieler wichen immer mehr professionellen Spielern. Bei der Ashes Tour 1926 konnten die Ashes durch ein Team, das von Profis wie dem führenden Batter Jack Hobbs dominiert war, wieder zurückgewonnen werden. Diesen Erfolg konnte es 1928/29 mit 4 zu 1 Siegen in Australien gar verteidigen.
Im selben Jahr kamen die West Indies als vierte Testnation hinzu und absolvierten ihre erste Testserie in England. England gewann alle drei Tests mit einem Innings. In der Saison 1929/30 schickte England sogar zwei getrennte Mannschaften nach Neuseeland und in die Karibik. Während sie in Neuseeland siegreich waren, mussten sie gegen die West Indies ein Unentschieden hinnehmen, was vor allem den regnerischen Bedingungen im vierten und letztem Test geschuldet war.
Die Ashes 1930, die von der australischen Batter-Legende Donald Bradman dominiert wurden, verlor England mit 1–2. Bradman erzielte dabei 974 Runs in seinen sieben Test-Innings: 254 Runs im Lord’s, 334 Runs in Headingley und 232 Runs im The Oval.

### Bodyline Series

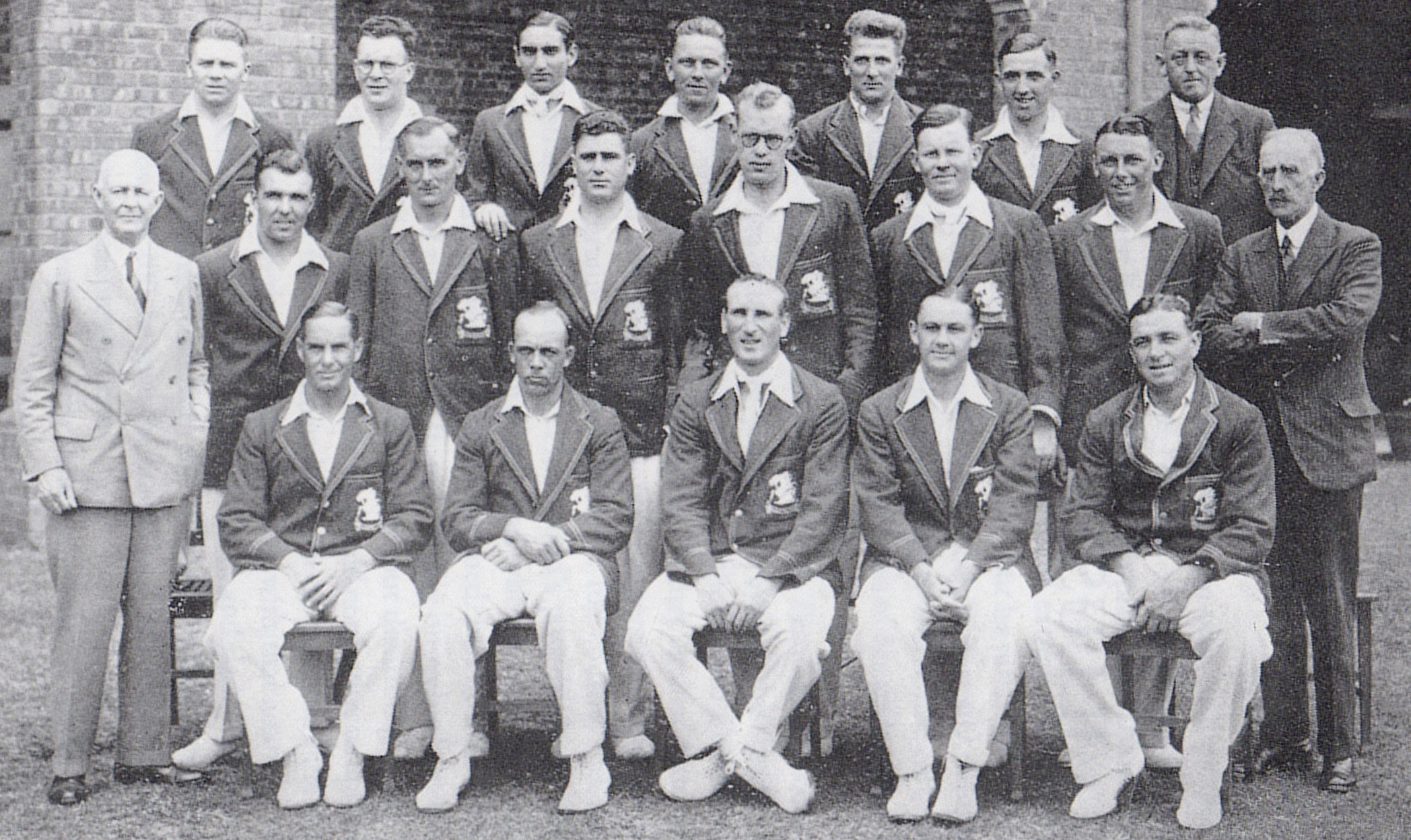
Die englische Cricket-Mannschaft auf ihrer Australientour 1932/33, später Bodyline-Team getauft

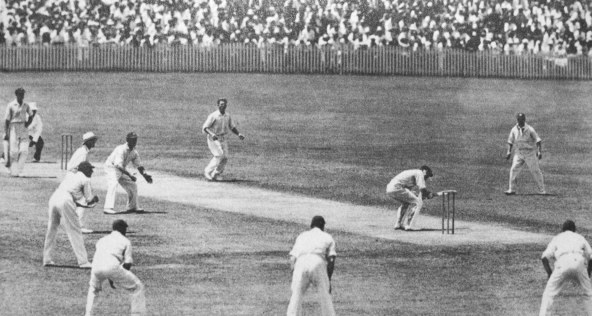
Bill Woodfull weicht einem gefährlichen Bodyline-Ball von Harold Larwood beim vierten Test der Bodyline Series 1933 aus

Die Ashes-Serie 1932/33 in Australien ging als Bodyline-Series in die Geschichte ein. Australiens Donald Bradman galt als so überragend, dass sich der englische Kapitän Douglas Jardine entschied, eine neue Bowling-Taktik einzusetzen. Diese war eine Abwandlung der sogenannten Leg Theory und erhielt später von den Australiern die Bezeichnung Bodyline. Dabei wurde, aus Sicht der Australier in unfairer Weise, der Ball so auf den Körper des Batter gebowlt, dass dieser Gefahr lief, vom Ball getroffen zu werden und er ihn daher nur unkontrolliert hinter sich auf die Leg-Side abwehren konnte, wo schon eine Reihe englischer Feldspieler bereitstanden, den Ball zu fangen. Die Strategie der Engländer ging auf und durch diese Spielweise gelang es dem Team, die Serie mit 4 zu 1 für sich zu entscheiden. Die englische Herangehensweise führte jedoch zum Protest der australischen Zuschauer und diplomatischen Drohungen seitens des Australian Cricket Board, das das folgende Telegramm zum MCC kabelte:

„Bodyline bowling assumed such proportions as to menace best interests of game, making protection of body by batsmen the main consideration. Causing intensely bitter feeling between players as well as injury. In our opinion is unsportsmanlike. Unless stopped at once likely to upset friendly relations existing between Australia and England.“

„Das Bodyline-Bowling hat ein solches Ausmaß angenommen, dass es die besten Interessen des Spiels gefährdet, das den Schutz des Körpers des Schlagmanns in den Mittelpunkt stellt. Dies führt zu Feindseligkeiten zwischen Spielern und Verletzungen. Nach unserer Meinung ist das unsportlich. Sollte es nicht mit sofortiger Wirkung gestoppt werden, wird es die guten Beziehungen zwischen Australien und England gefährden.“

Jardine verlor seine Stellung als englischer Kapitän und die Taktik führte in späteren Jahren zu Regeländerungen, die die Zahl der Feldspieler hinter dem Batter auf der Leg-Side auf zwei begrenzt, so dass sie heute nicht mehr eingesetzt werden kann.

### Die 1930er-Jahre
Englands Indientour 1933/34 umfasste den ersten Test auf dem indischen Subkontinent, nachdem Indien 1932 als sechste Nation Teststatus erhalten hatte. Der englische Fast-Bowler Stan Nichols und der Batter Bryan Valentine dominierten das indische Team.
Die Ashes 1934 gewann Australien mit 2–1. Sie sollten diese für die nächsten 19 Jahre bis nach dem Krieg behalten. Aufgrund der vorhergehenden kontroversen Bodyline-Series war der Serie in England eine große Aufmerksamkeit zuteilgeworden.
Die Ashes 1938 endete unentschieden, woraufhin Australien als Titelverteidiger die Ashes-Urne behielt. England verlor den dritten Test der Serie, gewann jedoch den fünften und letzten im Oval mit einem Innings und 579 Runs. Len Hutton erzielte mit 364 Runs in Englands ersten Innings die höchste Anzahl Runs eines Engländers in Tests, woraufhin sie 903 Runs erreichten, England höchstes Ergebnis gegen Australien.
Die Testserie 1938/39 in Südafrika, die England 1–0 gewann, ging durch den sogenannten „Timeless Test“ in Durban in die Cricketgeschichte ein. Da die Serie vor diesem letzten Test noch nicht entschieden war, wurde das Spiel als zeitlich unbegrenzt angesetzt, musste aber nach zehn Tagen als Remis abgebrochen werden, da die englische Mannschaft sonst nicht mehr rechtzeitig ihren Zug zum Schiff für die Heimreise hätte erreichen können. Die 1.981 erzielten Runs bedeuteten Rekord und das Konzept von „endlosen“ Tests wurde fallen gelassen.
Die letzte Testserie vor dem Krieg gewann England 1939 zu Hause mit 1–0 gegen die West Indies, obwohl noch eine Mannschaft für eine Indientour ausgewählt worden war, zu der es aber nicht mehr kam.

### Nachkriegsjahre
Unmittelbar nach dem Zweiten Weltkrieg tat sich die englische Mannschaft zunächst schwer. Trotz Siegen gegen Indien und Südafrika (bei letzterer erzielte Denis Compton 1187 Runs) verloren sie, angeführt von Kapitän Wally Hammond in Australien zuerst mit 0–3 und dann 1948 gegen die sogenannten „Invincibles“ unter ihrem Kapitän Donald Bradman mit 0–4. Hutton wurde auf umstrittene Weise nicht für den dritten Test berücksichtigt und England im fünften Test im The Oval mit nur 52 Runs ausgebowlt. Die Serie war zugleich Bradmans letzte Ashes-Serie. Zu allem Überfluss kam es sogar zu einer 0–2-Niederlage auf der Tour in die West Indies, bei der man erstmals keines der insgesamt elf ausgetragenen Spiele gewinnen konnte. Einige der englischen Schlüsselspieler waren aufgrund von Verletzungen nicht für die Tour verfügbar und so musste England mit einer geschwächten Mannschaft antreten. 1948/49 gewann England, angeführt von Kapitän George Mann, in Südafrika mit 2–0. In der Serie erzielten Hutton und Cyril Washbrook eine Rekordpartnerschaft von 359 Runs. Das Jahrzehnt endete mit einer unentschiedenen Serie gegen Neuseeland, nachdem alle vier Tests in Remis endeten.

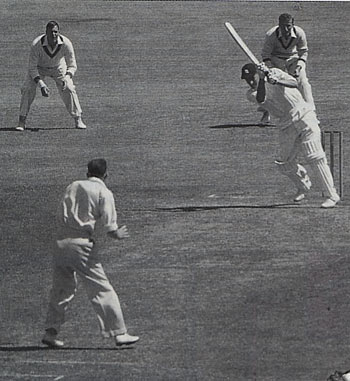
Peter May auf dem Weg zum Century beim zweiten Test in Sydney, 1954

Erst die 1950er Jahre standen für die englische Mannschaft wieder unter einem guten Stern. So gewann das Team zwischen 1953 und 1956 drei Ashes-Serien, wobei insbesondere die Serie 1954/55 unter Kapitän Peter May hervorstach, in der Englands „Typhoon“ Tyson mit seinem Fast-Bowling (sechs Wickets für 85 Runs in Sydney und sieben Wickets für 27 Runs in Melbourne) die Australier fast im Alleingang besiegte. 1954 bestritt man erstmals eine Testserie gegen Pakistan – das zwei Jahre zuvor als siebente Nation Teststatus erhielt – die Serie endete jedoch mit 1–1 unentschieden. Die Ashes 1956 wurden vom englischen Off-Spin-Bowler Jim Laker dominiert, der 46 Wickets bei einem Durchschnitt von 9,62 erreichte und in Old Trafford mit 19 Wickets für 90 Runs einen bis heute unerreichten Rekord aufstellte. Einem Remis in Südafrika folgten leichte Siege gegen die West Indies und gegen Neuseeland. Aber die Ashes 1958/59 gingen trotz hoher Erwartungen mit 0–4 verloren, nachdem Richie Benaud eine erneuerte australische Mannschaft anführte und England Schwierigkeiten mit dem Batting hatte. 1959 erzielte England erstmals ein Whitewash von 5–0 gegen Indien. Nachdem die indische Mannschaft im The Oval für 194 Runs ausgebowlt worden war, gewann England den letzten Test mit einem Innings. Vor allem die englischen Batter Ken Barrington (357 Runs) und Colin Cowdrey (344 Runs) trugen mit ihrem Batting zum Sieg der Engländer bei.

### Wandel im internationalen Cricket
In den 1960er Jahren präsentierte sich das internationale Cricket zunehmend ausgeglichener, als die West Indies zu einer bedeutenden Testnation aufstiegen und gegen England dominierten. Auch Australien konnte in dieser Phase die Ashes erfolgreich verteidigen. May trat danach von Posten des englischen Kapitäns zurück. Ted Dexter trat dessen Nachfolge an, doch England erzielte weiterhin nur gemischte Resultate. 1961/62 gewann man zwar in Pakistan, man verlor jedoch in Indien. Die Ashes-Serie 1962/63 endete unentschieden, woraufhin der Titelverteidiger Australien die Urne behielt. Die anschließende Testserie in Neuseeland gewann England mit 3–0, unterlag jedoch den West Indies und wurde in der Ashes-Serie 1964 daheim mit 1–0 besiegt; danach trat Dexter als Kapitän zurück. Eine starke Phase folgte noch einmal zwischen 1967 und 1971, als England zehn Testserien (27 Tests) hintereinander nicht verlor. In dieser Zeit errang England Siege gegen Neuseeland, Indien, die West Indies und Pakistan. Unter ihrem Kapitän Ray Illingworth eroberten sie 1970/71 auch die Ashes zurück.
Der Konflikt um den als „Farbigen“ eingestuften Cricketspieler Basil D’Oliveira, der 1960 nach England emigriert war und ab 1966 für das Nationalteam spielte, entwickelte sich 1968 zum Konflikt zwischen England und Südafrika, als südafrikanische Offizielle mit der Absage des Besuches der Engländer drohten, sollte D’Oliveira Teil der Mannschaft sein. Dies führte dazu, dass der MCC ihn nicht für die Tour nominierte. Der Beschluss, die Beziehungen zum südafrikanischen Cricket offen zu halten, führte zu Kritik von Gegnern der Apartheid. In der Presse entbrannte eine heftige Debatte. Als Warwickshires Tom Cartwright wegen einer Verletzung nicht berücksichtigt werden konnte, wurde D’Oliveira in den Kader berufen. Südafrikas Ministerpräsident Balthazar Johannes Vorster äußerte sich deutlich, dass eine Nominierung D’Oliveiras nicht akzeptabel sei, und trotz vieler Verhandlungen musste die Tour abgesagt werden. Der International Cricket Council (ICC) schloss Südafrika für 22 Jahre vom Test Cricket aus. Dies gilt als Wendepunkt im sportlichen Boykott der Apartheid in Südafrika. Als Ersatz für die gestrichene Tour fanden fünf zu der Zeit als Test deklarierte aber im Folgenden vom ICC deklassifizierte Spiele zwischen England und einer Weltauswahl statt, um einen Sommer ohne internationales Cricket in England zu vermeiden.

### Der Aufstieg des Limited-Overs Cricket

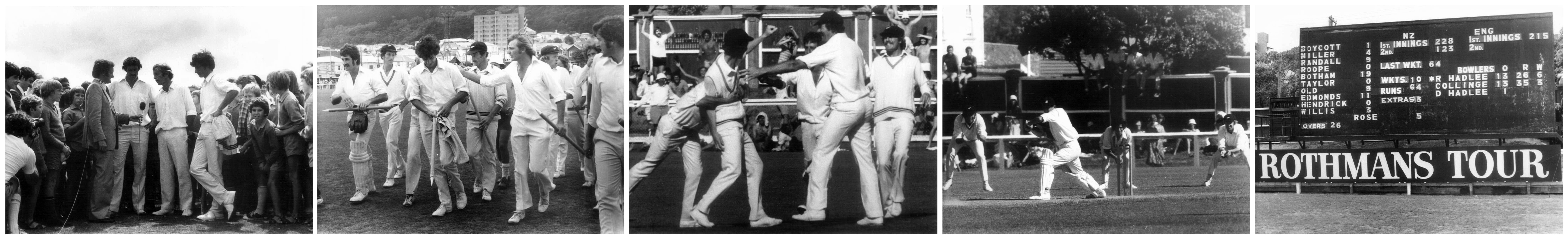
Szenen aus dem Test zwischen England und Neuseeland vom 10. bis 15. Februar 1978. Nach 48 Anläufen gelang es Neuseeland erstmals England in einem Test zu besiegen

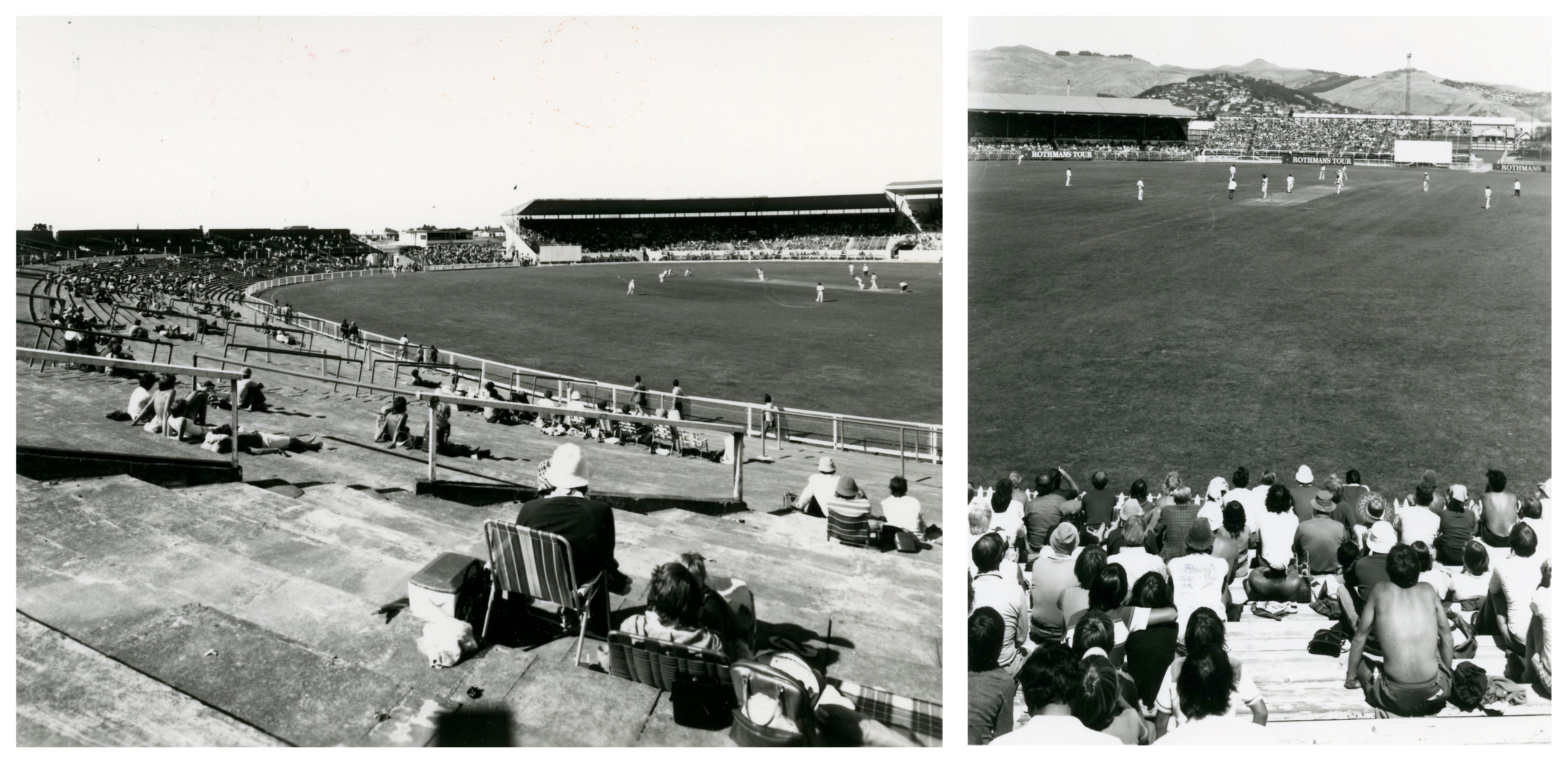
England gegen Canterbury in Christchurch, Neuseeland, 1978

Die 1970er Jahre lassen sich aus englischer Sicht in drei Abschnitte einteilen. In den frühen 1970er Jahren dominierte die Mannschaft unter Illingworth die Cricketwelt: Sie gewann die Ashes-Serie 1970/71 in Australien und 1972 verteidigte sie die Urne daheim. Dieselbe Mannschaft besiegte Pakistan 1971 daheim, unterlag jedoch anschließend gegen Indien. Gegen Pakistan erhielt England jedoch vor allem vom Regen Schützenhilfe und gewann die Testserie mit 1–0, danach erhielt Indien Beistand vom Regen und England verlor die Testserie mit 0–1. Dennoch gilt die damalige englische Mannschaft mit Spielern wie Illingworth, Geoffrey Boycott, John Edrich, Basil D’Oliveira, Dennis Amiss, Alan Knott, John Snow und Derek Underwood als eine der besten des Landes.
In den mittleren 1970er Jahren kam Unruhe in der englischen Mannschaft auf. Illingworth und andere Spieler weigerten sich, 1972/73 nach Indien zu touren und in der folgenden Saison unterlag sie den West Indies mit 0–2, was deren Dominanz für die nächsten zwei Jahrzehnte einläutete. Mike Denness war einer der herausragenden Spieler, er blieb jedoch nur 18 Monate Teil der Mannschaft; seine Resultate gegen andere Nationalmannschaften waren gut, Englands Mannschaft war jedoch vor allem von Überalterung betroffen, besaß keine fast bowler für die Ashes Tour 1974/75 und ging mit 1–4 unter. Ab Mitte der 1970er Jahre gewann neben dem Test-Cricket das One-Day-Cricket immer mehr an Bedeutung. Das erste ODI weltweit wurde bereits während der Ashes Tour 1970/71 aufgrund des schlechten Wetters in Melbourne als Ersatz zum dritten Test in Erwägung gezogen um das Publikum zu unterhalten. Der Zuschauerzuspruch war deutlich höher als erwartet (man zählte 46.006 Zuschauer) und so etablierte sich diese Spielform über die Jahre neben Tests zur zweiten wichtigen Spielform im internationalen Cricket. Bei der ersten Weltmeisterschaft 1975 drang der Gastgeber bis ins Halbfinale vor, wo er an den Australiern scheiterte.
Auf Denness folgte 1975 Tony Greig. Während es ihm gelang, gegen Australien einen Whitewash zu vermeiden, ging seine Mannschaft gegen die junge Mannschaft der West Indies unter. Greig hatte vor der Serie in einem Interview über den Gegner erklärt, dass es sein Ziel sei, „sie auf dem Boden kriechen zu lassen“ (to make them grovel), was mit einem rassistischen Unterton assoziiert wurde. Der Höhepunkt von Greigs Laufbahn ist wahrscheinlich der englische Sieg 1976/77 in Indien. Nachdem seine entscheidende Rolle bei der unsanktionierten World Series Cricket an die Öffentlichkeit drang, verlor er seinen Posten als Kapitän und wurde durch Mike Brearley ersetzt.
Brearleys Mannschaft entwickelte sich zum Hyperbel und galt wieder als dominierend im Cricket. Während England im Zeitraum 1977–80 über seine besten Talente verfügte, darunter die späteren Kapitäne Ian Botham, David Gower und Graham Gooch, waren die anderen Nationalmannschaften aufgrund der Teilnahme von Spielern bei der World Series Cricket geschwächt, was sich vor allem 1978 zeigte, als England Pakistan mit 2–0 und Neuseeland mit 3–0 bezwang, bevor es die Ashes 1978/79 gegen eine sozusagen zweite australische Mannschaft mit 5–1 gewann. Dies läutete eine Dominanz gegen Australien im Test-Cricket ein, die bis 1986 andauern sollte. Von neun Serien gewann England fünf und beendete zwei mit Remis. Bei der zweiten Weltmeisterschaft 1979 unterlag der Gastgeber im Finale gegen die West Indies.

### In der Krise

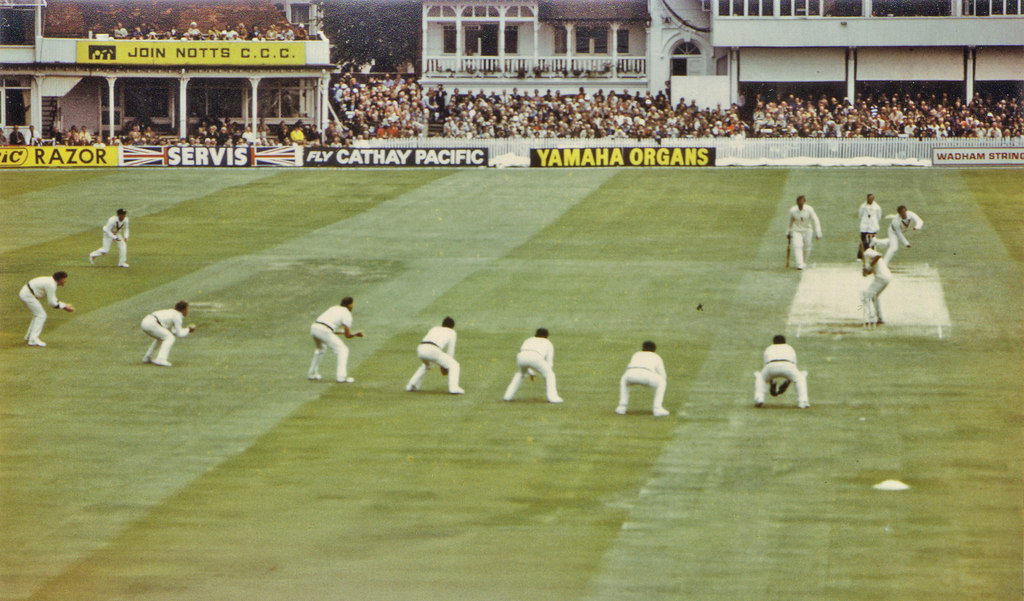
Test zwischen England und Australien im Trent Bridge, 1981

Die englische Mannschaft konnte nach dem Rückzug Brearleys 1980 in den 1980er Jahren nicht wirklich Fuß fassen, und der Zeitraum blieb als Tiefpunkt des englischen Crickets in Erinnerung. Obwohl einzelne Spieler wie Botham, Gooch und Gower gute Laufbahnen absolvierten, gelang der Mannschaft in dem Jahrzehnt selten ein Erfolg gegen andere gefestigte Cricketnationen. Zwischen September 1985 und Juli 1990 konnte sie selbst keinen Heimsieg erzielen (mit Ausnahme von Sri Lanka, das 1982 als achte Nation Teststatus erhielt).
Botham war 1980 neuer Mannschaftskapitän und begann in dieser Position mit einer engen Testserie gegen die West Indies, in der man mit 0–1 verlor, nachdem vier Tests in einem Remis geendet waren. Im anschließenden Gegenbesuch in der Karibik unterlag man jedoch deutlich mit 0–2. Nach einem Pair im zweiten Test gegen Australien verlor Botham aufgrund seiner schwachen Form den Posten als Kapitän und wurde durch Brearley ersetzt. Botham fand danach zu seiner alten Form zurück und spielte für den Rest der Testserie herausragendes Cricket. Er war Player of the Match im dritten, vierten und fünften Test. Diese Testserie ist seither als Ian Botham’s Ashes („Bothams Ashes“) bekannt und England gewann mit 3–1.
Mit Keith Fletcher als neuem Kapitän verlor England 1981 jedoch die erste Testserie in Indien. Bob Willis trat 1982 Fletchers Nachfolge an und England gewann sowohl gegen Indien als auch gegen Pakistan, verlor jedoch die Ashes in Australien mit 1–2. Bei der dritten Weltmeisterschaft 1983 schied der Gastgeber im Halbfinale gegen Indien aus. Im Test Cricket tat sich England weiterhin schwer, nachdem es gegen Neuseeland, Pakistan und die West Indies unterlegen war.
Gower führte 1984 die englische Mannschaft als Kapitän zu einem 2–1-Erfolg in Indien. Danach gewann sie die Ashes 1985 gegen Australien mit 3–1, jedoch sank anschließend die Performance der Mannschaft wieder. Ein 0–5 Whitewash in den West Indies beeinträchtigte das Vertrauen der Mannschaft und sie unterlag anschließend gegen Indien mit 0–2 und gegen Neuseeland mit 0–1. 1986 wurde Micky Stewart als erster hauptamtlicher Trainer Englands angestellt. Das Team ging die Ashes Tour 1986/87 ohne große Hoffnung an und die Medien bezeichneten es als Mannschaft mit nur drei Fehlern beschrieben: Can’t bat, can’t bowl, can’t field („Kann nicht schlagen, kann nicht bowlen, kann nicht als Feldmannschaft agieren“), trotzdem gewann England die Ashes mit 2–1.
Nach zwei verloren Testserien gegen Pakistan 1987 und 1987/88 spielte England in Australien und in Neuseeland jeweils mit 0–0 unentschieden. Bei der vierten Weltmeisterschaft 1987 in Indien und Pakistan erreichte England das Finale, verlor jedoch mit sieben Runs gegen Australien. Nach dem 0–4 Misserfolg gegen die West Indies verlor England die Ashes 1989 gegen eine neue australische Mannschaft unter Allan Border ebenfalls mit 0–4. Als Spieler wie Gooch nach einer Rebelltour nach Südafrika gesperrt wurden, verlor eine stark veränderte englische Mannschaft in den West Indies mit 1–2.

### Stillstand in den 1990er Jahren
Im Vergleich zu den 1980er Jahren zeigte England in den 1990er Jahren wenig Entwicklung. Ab 1989 begann die Dominanz der Australier, denn England verlor die acht Ashes-Serien zwischen 1989 und 2002 teils sehr deutlich. Die Nominierung von Gooch als Kapitän ging mit mehr Professionalität und vor allem Fitness einher, obschon es noch etwas dauerte, bis alte Gewohnheiten verschwanden. Selbst noch 2011 galt der eine oder andere erfolgreiche Countyspieler nicht als fit genug für die Nationalmannschaft. Auf nennenswerte Erfolge gegen Neuseeland und Indien 1990 folgten 1990/91 ein Whitewash gegen Australien und 1991 ein zähes Unentschieden gegen die West Indies. Bei der Weltmeisterschaft 1992 in Australien und Neuseeland erreichte England zum zweiten Mal hintereinander das Finale, verlor jedoch gegen Pakistan. Anschließend verlor es im One-Day Cricket den Anschluss. In der folgenden Heimserie gegen Pakistan zeigten sich Englands Schwierigkeiten mit dem Bowling deutlich. Es galt 1993 als so schlecht, dass der Leiter der englischen Cricket-Akademie, Rod Marsh, englische Bowler als pie-throwers („Kuchenwerfer“) bezeichnete. Nachdem England 1993 drei seiner vier Testserien daheim verloren hatte, trat Gooch als Kapitän zurück und wurde durch Michael Atherton ersetzt.
Während Athertons Amtszeit als Kapitän zeigten sich noch mehr Probleme bei der Auswahl der Spieler für die Nationalmannschaft, da der neue Vorsitzende des Nominierungsausschusses und Trainer Ray Illingworth fast allein für die Mannschaft außerhalb des Spielfeldes verantwortlich war. Die Nachwuchsbetreuung, die nach der englischen Tour in die Karibik Früchte abwarf (obschon es gegen die erfahrene Mannschaft der West Indies verlor), wurde eingestellt und Spieler wie Gatting und Gooch blieben trotz ihres fortgeschrittenen Alters in der Mannschaft. England hielt daheim gegen schwächere Mannschaften wie Indien, Neuseeland und die West Indies gut mit, tat sich jedoch gegen gut entwickelte Mannschaften wie Pakistan und Südafrika schwer. Atherton bot seinen Rücktritt an, nachdem es die Ashes 1997 – trotz einer Führung von 1–0 nach zwei Tests – noch mit 2–3 verloren hatte; nach der darauf folgenden Testserie im Frühjahr 1998 sollte er seinen Rücktritt einreichen. England nominierte in dem Zeitraum auf der Suche nach neuen Talenten Spieler wie Ronnie Irani, Adam Hollioake, Craig White, Graeme Hick und Mark Ramprakash für die Nationalmannschaft. Damals zeigten sich vor allem zwei Hauptprobleme:
- Das Fehlen eines echten Allrounders auf der Nummer 6, nachdem Botham eine große Lücke in der Batting Order hinterlassen hatte, als er sich 1992 vom internationalen Cricket zurückzog.[134]
- Alec Stewart, ein guter Wicket-Keeper und ein herausragender Spieler beim fast Bowling, konnte nicht gleichzeitig beginnen und Wickets erzielen; wenn er am Bat war, hatte er es regelmäßig mit Spin-Bowlern zu tun, auf die er nicht so gut reagieren konnte.[135]

Ein kleiner Lichtblick war die Weltmeisterschaft 1996 in Indien, Pakistan und Sri Lanka, bei der England das Viertelfinale erreichte, jedoch deutlich gegen den späteren Weltmeister Sri Lanka unterlag.

### Neuer Aufbruch
Stewart wurde 1998 neuer Kapitän, nach einer verlorenen Ashes 1998/99 und einem frühen Ende bei der Weltmeisterschaft 1999 in der Vorrunde hinter dem schwächer eingeschätzten Simbabwe (die 1992 als neunte Nation Teststatus erhielten) verlor er seine Posten als Test- und ODI-Kapitän. Ein kurzes Aufbäumen war die Heimserie gegen Südafrika 1998, die man mit 2–1 gewann. Dieser Seriensieg Englands war nach langer Zeit wieder ein Sieg einer in Form seienden Top-Mannschaft im Test-Cricket. Im Rückblick betrachtete man diese Serie als Aufbruch Englands zu neuer Stärke.
Eine weitere Ursache für Englands schwache Leistungen in dieser Zeit war die Inanspruchnahme der Spieler bei den County-Mannschaften, wodurch England selten eine Tourmannschaft in voller Stärke zusammenstellen konnte. Dies führte Schlussendlich zur Übernahme der Organisation durch das England and Wales Cricket Board weg vom MCC und die Einführung zentraler Verträge. In den frühen 1990er Jahren lösten sich außerdem Irland und Schottland von der englischen Mannschaft und werden seitdem von ihren eigenen Nationalmannschaften vertreten. Bis zu diesem Zeitpunkt vertrat die englische Mannschaft faktisch das gesamte Vereinigte Königreich und die Republik Irland.
1999, nachdem Trainer David Lloyd nach dem frühen Aus bei der Weltmeisterschaft seinen Rücktritt eingereicht hatte und Nasser Hussain neuer Kapitän geworden war, erreichte England nach einer chaotischen 1–2-Niederlage daheim gegen Neuseeland seinen Tiefpunkt (was sich auch im letzten Platz auf der Testrangliste niederschlug). Die Zuschauer buhten Hussain aus und die Zuschauer sangen „We’ve got the worst team in the world“ zur Melodie von „He’s Got the Whole World in His Hands“.

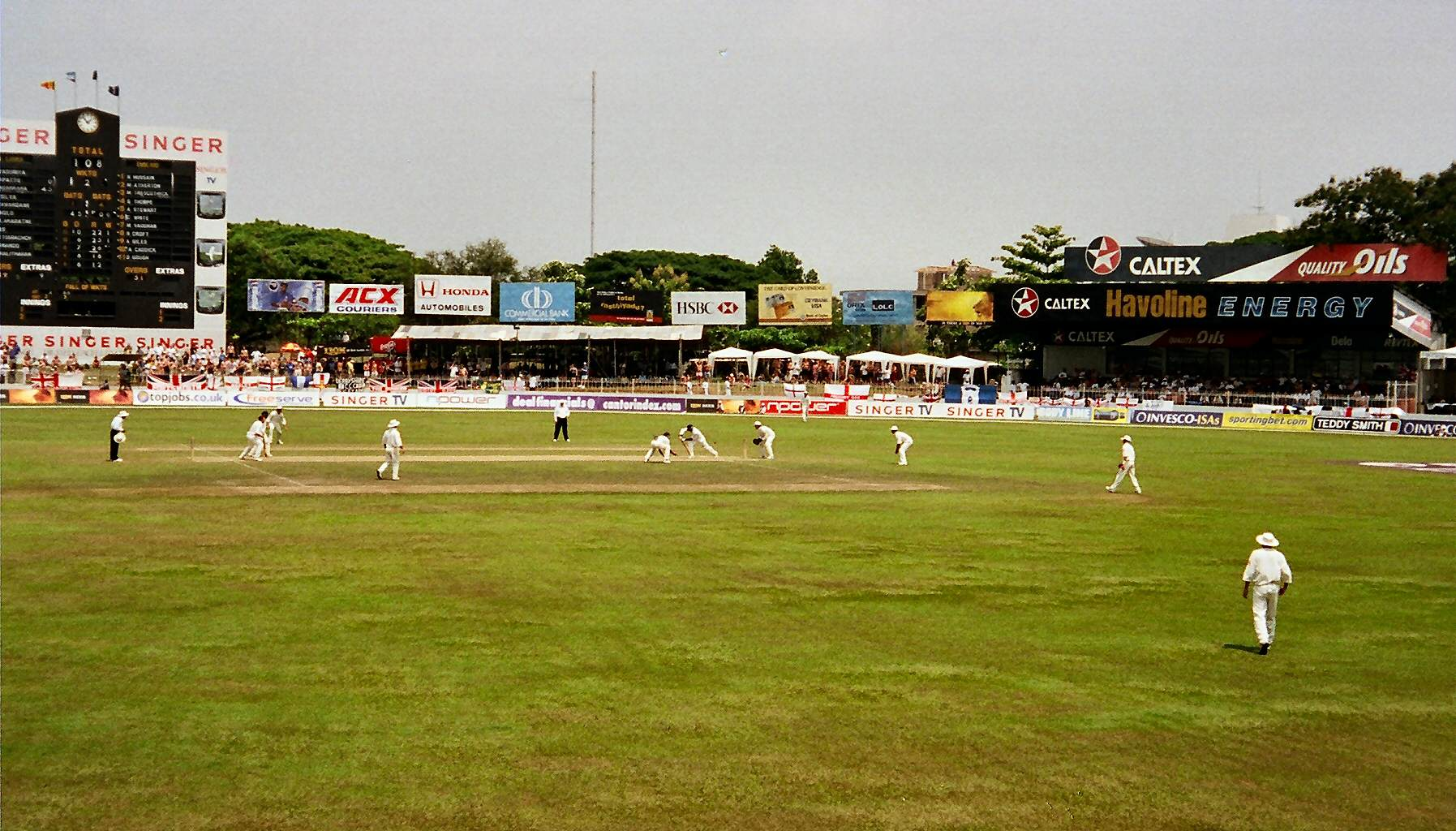
Test zwischen Sri Lanka und England in Colombo, 2001

Mit den zentralen Verträgen reduzierte sich der Arbeitsdruck für die Spieler und nach der Anstellung des simbabwischen Trainers Duncan Fletcher gewann England 2000 nach 27 Jahren wieder gegen die West Indies mit 3–1. Englands Resultate in Asien im darauf folgenden Winter verbesserten sich gar und es erzielte Siege in Pakistan und Sri Lanka. Hussains Mannschaft hatte noch eine schwierigere Aufgabe und vermied den erwarteten Whitewash gegen die übermächtigen Australier knapp. Langsam aber sicher bildete sich der Kern der Mannschaft heraus, nachdem Spieler wie Hussain selbst, Graham Thorpe, Darren Gough und Ashley Giles von nun an regelmäßig für England gespielt hatten. 2003, nachdem England trotz allem wieder gegen Australien deutlich verloren hatte und bei der Weltmeisterschaft 2003 in Südafrika erneut nach der Gruppenphase die Heimreise antreten musste, trat Hussain nach der Testserie gegen Südafrika als Kapitän zurück.

### Wiedergewinn der Ashes
Michael Vaughan übernahm den Posten und die Spieler wurden ermutigt, sich selbst für die Nationalmannschaft zur Verfügung zu stellen. Den ersten Erfolg verbuchte England bei der Champions Trophy 2004, als es hinter den West Indies den zweiten Platz erreichte. England gewann fünf aufeinanderfolgende Testserien. Dabei bezwang man die West Indies daheim und auswärts, Neuseeland und Bangladesch (seit 2000 zehnte Testnation) daheim, sowie Südafrika in Südafrika. Im Juni 2005 bestritt England sein erstes Twenty20 International (T20I) und gewann gegen Australien mit 100 Runs. Im selben Jahr gewann das Team die Ashes 2005 gegen Australien überraschend mit 2–1 und holte die Urne erstmals in 16 Jahren zurück, nachdem es sie 1989 abgegeben musste. Anschließend erreichte England den zweiten Platz in der Testrangliste. Aufgrund ihrer herausragenden Leistungen war die Mannschaft bei den Laureus Awards 2005 als „Comeback des Jahres“ nominiert. Nach dem Sieg über Australien litt die Mannschaft unter mehreren ernsthaften Verletzungen von Schlüsselspielern wie Vaughan, Giles, Andrew Flintoff und Simon Jones. In der Folge musste die Mannschaft eine Übergangszeit durchlaufen. Auf eine 0–2-Niederlage in Pakistan folgten zwei unentschiedene Testserien in Indien und Sri Lanka.

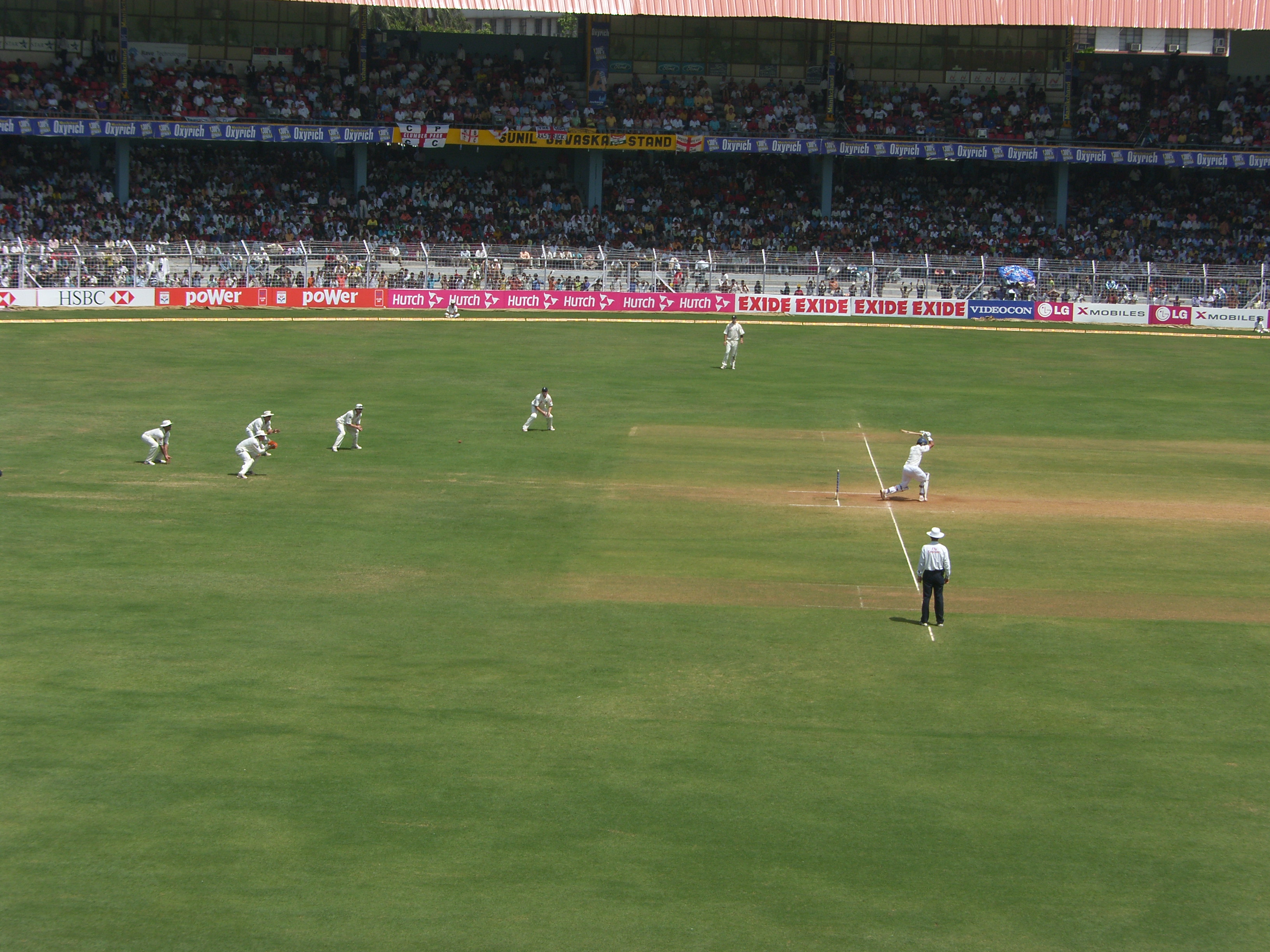
Test zwischen Indien und England im Wankhede Stadium, Mumbai, 2006

Während des Testsieges daheim gegen Pakistan im Juli und August 2006 stachen einige vielversprechende Spieler heraus. Unter ihnen war der linkshändige orthodoxe spinner Monty Panesar, der erste Sikh, der für England Test-Cricket spielte, und der linkshändige Eröffnungs-Batter Alastair Cook. Die Ashes 2006/07 wurden mit Vorfreude erwartet. Nach allgemeinen Erwartungen sollte sie einen Wettbewerb wie bei der Ashes 2005 liefern. England verlor unter seinem Kapitän Flintoff, der den verletzten Vaughan ersetzte, jedoch alle fünf Tests und erlitt den ersten Whitewash in 86 Jahren.
Bei der Weltmeisterschaft 2007 in den West Indies verlor England, mit Ausnahme der Gruppenspiele gegen die West Indies und Bangladesch alle weiteren Spiele gegen die anderen Testnationen; es vermied jedoch Niederlagen gegen Mannschaften der nicht-testspielenden Nationen. Trotzdem sorgte ihre enttäuschende Spielweise in den meisten gewonnenen Spielen des Turniers, zusammen mit den deutlichen Niederlagen gegen Neuseeland, Australien und Südafrika, zu heftiger Kritik seitens Kommentatoren an der Art und Weise, wie die englische Mannschaft die ODI-Spiele angingen. Nach der Zwischenrunde schied England aus dem Turnier aus. Der Trainer Duncan Fletcher trat nach acht Jahren im Amt zurück und wurde vom ehemaligen Trainer Sussex’, Peter Moores, ersetzt. Bei der ersten World Twenty20 2007 in Südafrika tat man sich ebenfalls schwer und schied in der Zwischenrunde aus.
2007/08 tourte England nach Sri Lanka und Neuseeland, verlor die erste Testserie mit 0–1 und gewann die zweite mit 2–1. Auf die beiden Testserien folgte im Mai 2008 ein 2–0 Heimerfolg gegen Neuseeland, was den Druck auf Moores minderte – der mit seiner Mannschaft nicht zufrieden war, allen voran dem Batter Kevin Pietersen. Pietersen folgte Vaughan im Juni 2008 als Kapitän, nachdem England daheim Südafrika mit 1–2 unterlegen war. Das schlechte Verhältnis zwischen beiden zeigte sich vor allem bei der Tour 2008/09 nach Indien. England verlor die Testserie mit 0–1 und beide traten von ihren Posten zurück; Pietersen blieb jedoch Teil der Mannschaft. Moores wurde vom simbabwischen Trainer Andy Flower ersetzt, was einige Änderungen mit sich brachte. Unter diesen Umständen tourte England, angeführt von Andrew Strauss in die Karibik, verlor die enttäuschende Testserie jedoch mit 0–1. Bei der World Twenty20 2009 schied der Gastgeber England wieder in der Zwischenrunde aus.

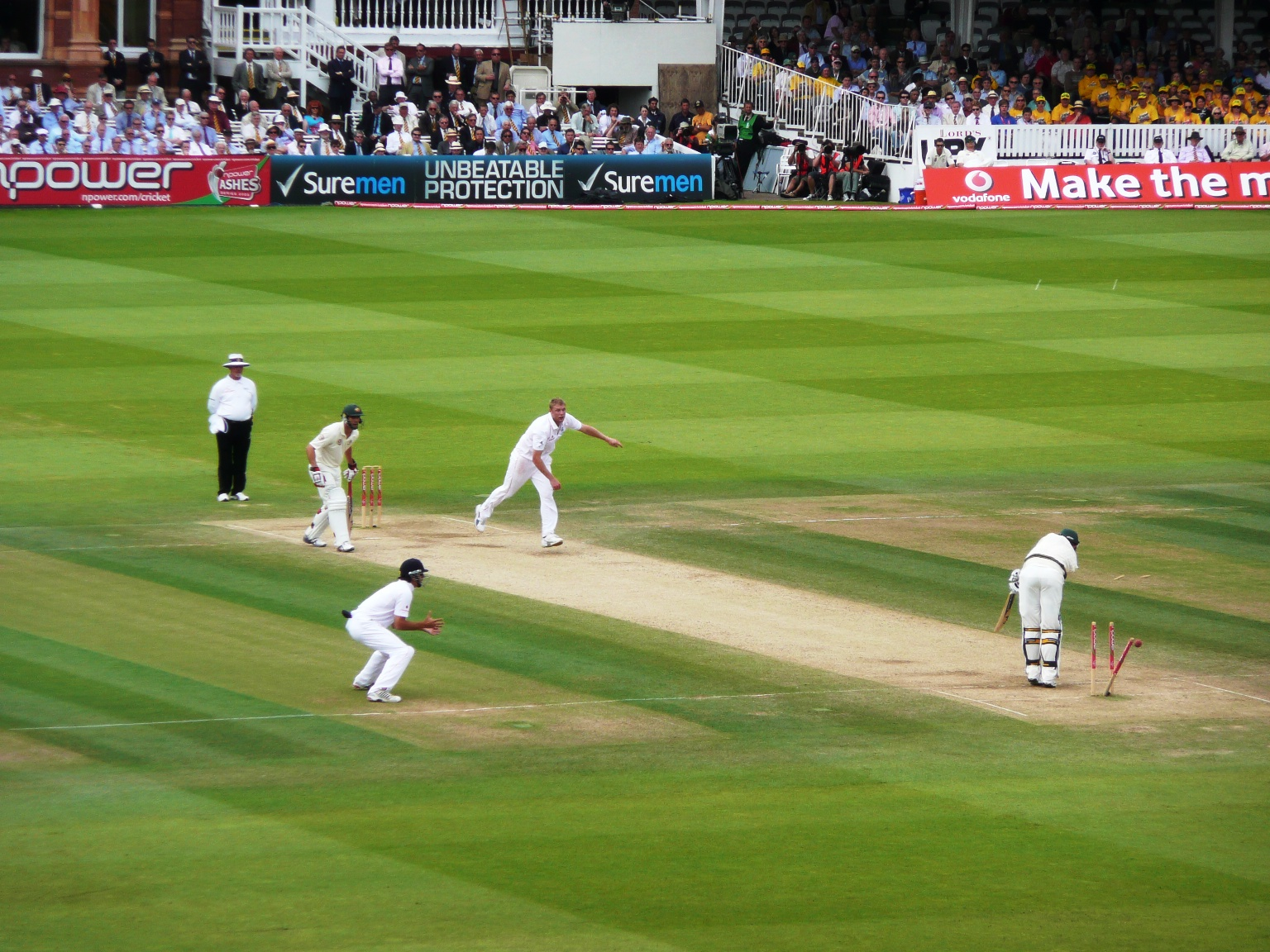
England gegen Australien im Lord’s Cricket Ground während den Ashes 2009

Bei der Ashes 2009 fand der erste Test in den Sophia Gardens im walisischen Cardiff statt. England sicherte sich dank der letzten Partnerschaft der Batter James Anderson und Panesar ein Remis. Darauf folgte für beide Mannschaften jeweils ein Unentschieden, bevor die Testserie im letzten Spiel im Oval entschieden werden sollte. Dank des Bowlings seitens Stuart Broad und Graeme Swann, aber auch eines Century des debütierenden Jonathan Trott, gewann England die Ashes.

### Anhaltende Probleme im Limited-Overs-Cricket
Nach einer unentschiedenen Testserie in Südafrika gewann England sein erstes internationales Turnier, als es die World Twenty20 2010 mit einem Sieg von sieben Wickets gegen Australien in Barbados gewann. Im folgenden Winter gewann das Team die Ashes 2010/11 mit 3–1 und behielt so die Urne, dies war zugleich Englands erster Sieg in Australien in 24 Jahren. Während der Ashes gelangen England drei Siege jeweils mit einem Innings – dies war das erste Mal das eine besuchende Mannschaft drei Siege mit einem Innings in derselben Testserie erzielen konnte. Cook wurde zum Spieler der Serie ernannt, nachdem er insgesamt 766 Runs erzielt hatte.
Während der Weltmeisterschaft 2011 in Bangladesch, Indien und Sri Lanka gelang es England nicht, an seine Test-Cricket-Form anzuknüpfen. Nach dem Sieg über Südafrika und das Remis gegen den späteren Weltmeister Indien erlitt England überraschende Niederlagen gegen Irland und Bangladesch, bevor es im Viertelfinale gegen Sri Lanka verlor. England setzte seine herausragenden Leistungen im Test Cricket davon unbeeindruckt fort und erreichte am 13. August 2011 den ersten Platz in der Testrangliste, nachdem die Mannschaft Indien mit 4–0 bezwungen hatte; dies war der sechste Sieg in einer Testserie hintereinander und der achte in den letzten neun Testserien. Aufgrund ihrer herausragenden Leistungen waren die Engländer bei den Laureus Awards 2012 als „Mannschaft des Jahres“ nominiert. Englands Höhepunkt im Test-Cricket währte jedoch nur ein Jahr, nachdem es im Winter in Pakistan mit 0–3 unterlegen war und auch von Südafrika mit 2–0 besiegt wurde; die Proteas lösten daraufhin England an der Weltrangliste ab. Dies war zugleich Englands erste Heimniederlage seit 2008, gegen denselben Gegner. Nach dieser Niederlage trat Strauss vom Posten des Kapitäns zurück und gab seinen Rückzug vom internationalen Cricket bekannt. Cook, der bereits ODI-Kapitän war, übernahm auch den Posten als Testkapitän und führte England zu einem 2–1-Erfolg in Indien – Englands erster auf dem Subkontinent seit 1984/85. Er war zugleich der erste Kapitän der in seinen ersten fünf Tests Centuries erzielte; mit seinem insgesamt 23. Century erzielte er die meisten für England. Bei der World Twenty20 2012 in Sri Lanka scheiterte es im Super 8.

### Auf dem Weg zur Weltspitze

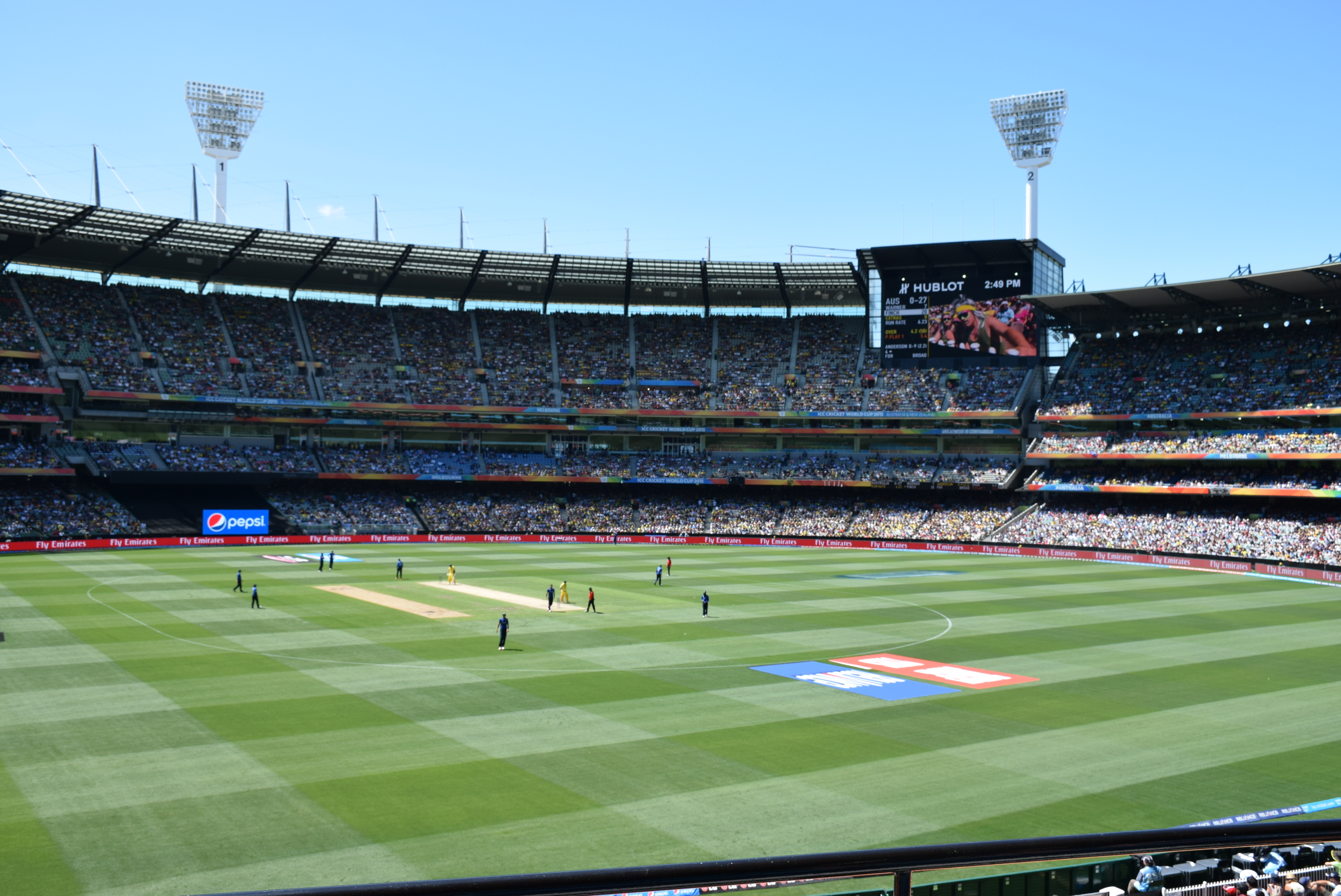
England gegen Australien im Melbourne Cricket Ground bei der Weltmeisterschaft 2015

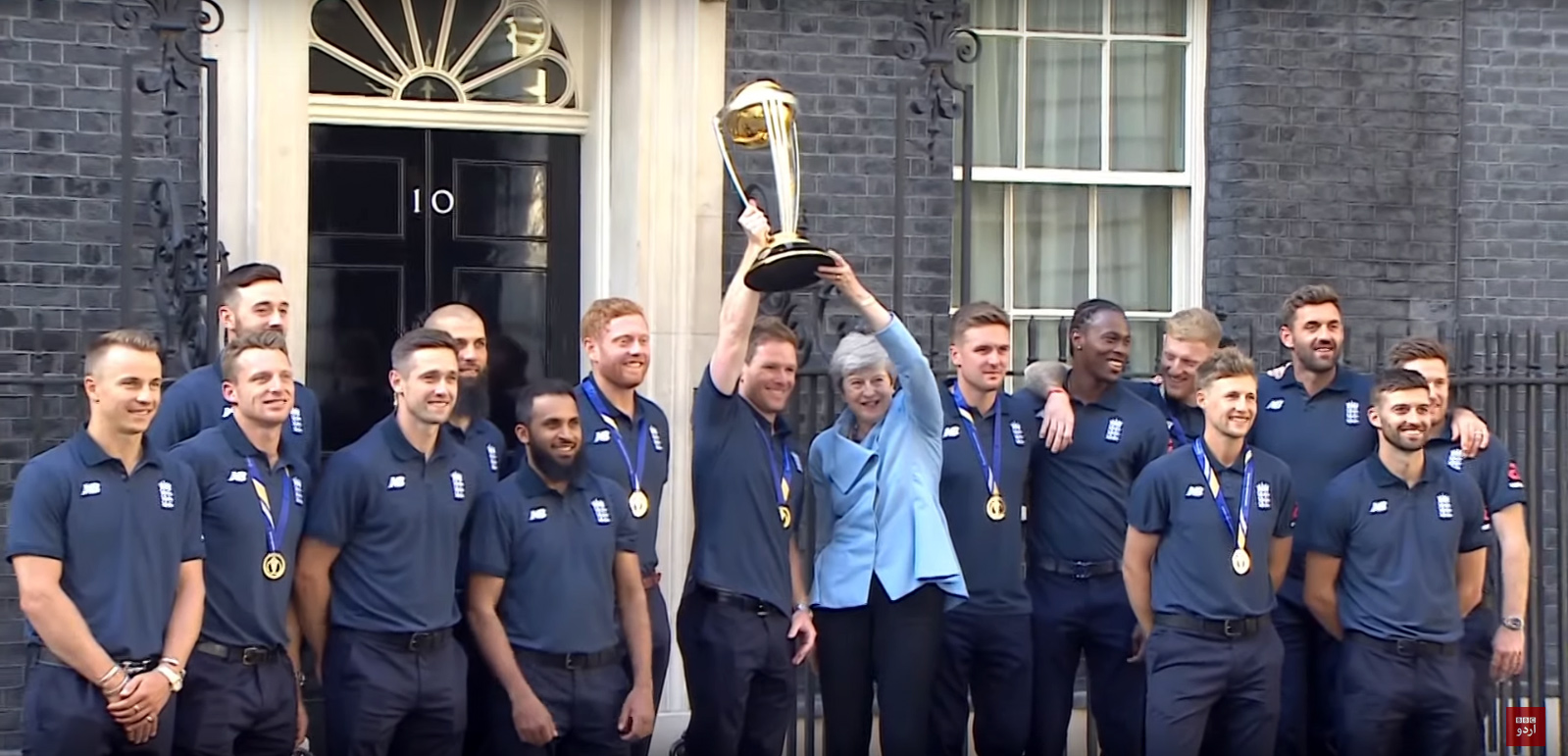
Empfang der englischen Cricket-Nationalmannschaft nach dem Gewinn der Weltmeisterschaft 2019 durch die damalige Premierministerin Theresa May

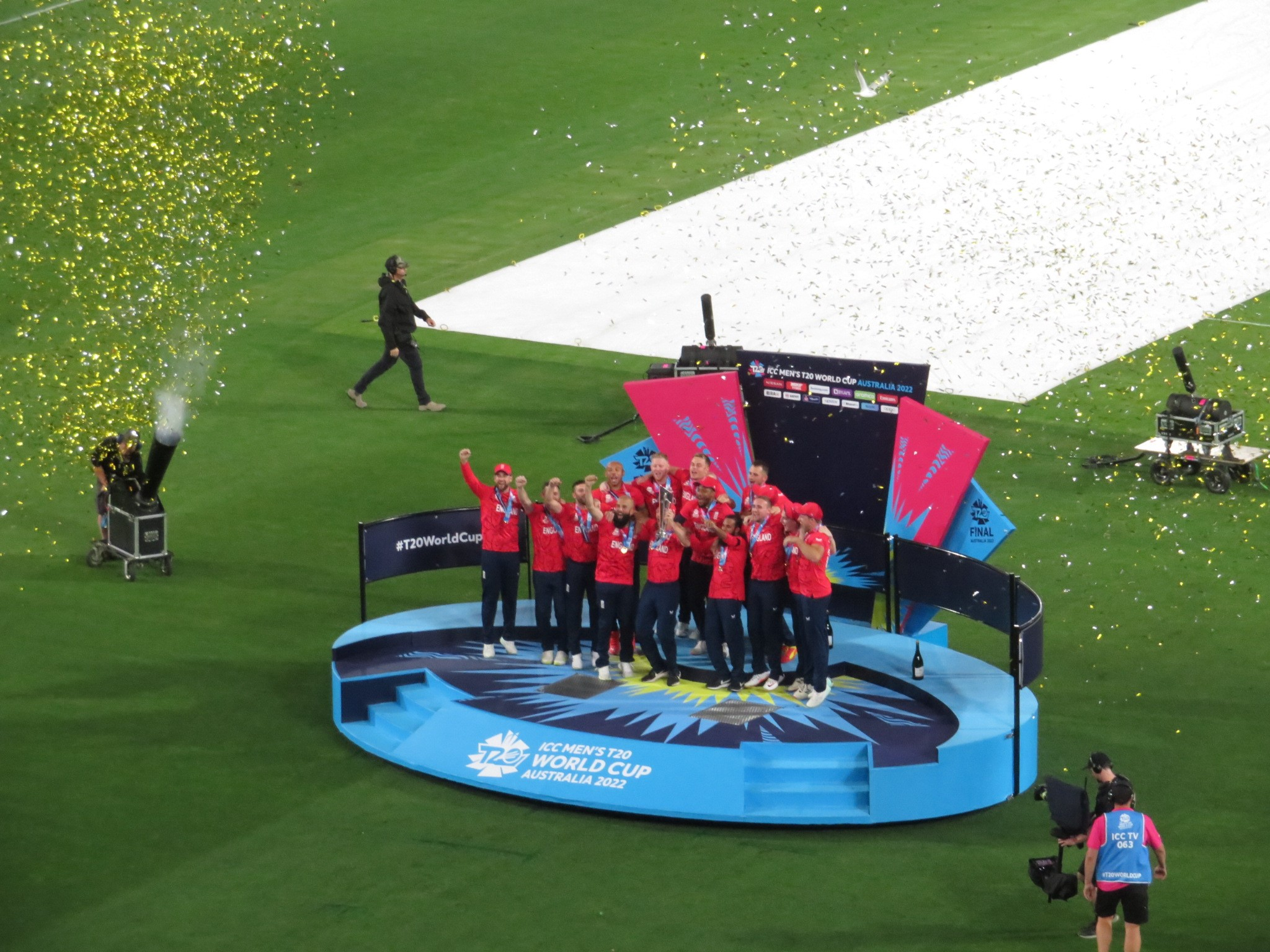
Die englische Mannschaft nach dem Sieg beim T20 World Cup 2022

Nachdem es die Champions Trophy 2013 nach Indien auf dem zweiten Platz beendet hatte, bestritt England zwei aufeinanderfolgende Ashes-Serien gegen Australien. Ein 3–0-Heimsieg bescherte England zum vierten Mal innerhalb von fünf Testserien die Urne. In der Rückserie ging das Team jedoch mit 0–5 unter, der zweite Ashes-Whitewash innerhalb eines Jahrzehnts. Die Misere setzte sich fort, als der Batter Jonathan Trott aufgrund einer stressbedingten Krankheit die Tour frühzeitig verlassen musste und der Spinner Graeme Swann während der Serie zurücktrat. Nach der Tour trat der Nationaltrainer Flower zurück, während Pietersen auf unbestimmte Zeit aus der Mannschaft ausgeschlossen wurde. Auf Flower folgte dessen Vorgänger Moores, der jedoch nach enttäuschenden Resultaten – die World Twenty20 2014 in Bangladesch war wieder nach der Super 10 beendet und beim Cricket World Cup 2015 in Australien und Neuseeland musste die Mannschaft Bangladesch den Vortritt lassen – zum zweiten Mal entlassen und durch den Australier Trevor Bayliss ersetzt wurde. Bayliss begleitete den Aufschwung der ODI-Mannschaft, einschließlich ODI-Siegen gegen Neuseeland und Pakistan. Im Test-Cricket gelang England im Sommer 2015 der Sieg in der Ashes Tour mit 3–2. Bei der World Twenty20 2016 in Indien erreichte es das Finale, unterlag jedoch den West Indies. In der folgenden Ashes Tour 2017/18 eroberte Australien die Urne zurück und verteidigte sie in den Ashes-Serien von 2019, 2021/22 und 2023.
Vor der Weltmeisterschaft 2019 galt der Gastgeber England als einer der Favoriten, nachdem die Mannschaft für mehr als ein Jahr die ODI-Weltrangliste angeführt hatte. Überraschende Niederlagen gegen Pakistan und Sri Lanka in der Gruppenphase brachten den Gastgeber jedoch in ernste Bedrängnis, woraufhin England seine beiden letzten Spiele gegen Indien und Neuseeland gewinnen musste, um sich noch für das Halbfinale zu qualifizieren. England konnte sein Turnier fortsetzen und nach dem Sieg über Australien im Halbfinale zu Edgbaston mit acht Wickets erreichte England erstmals seit 1992 wieder das Finale. Das Endspiel gegen Neuseeland im Lord’s gilt als eines der dramatischsten Cricketpartien überhaupt und wird von einigen als das „beste ODI der Cricket-Geschichte“ bezeichnet. Nachdem sowohl das Spiel und das anschließende Super Over in Remis geendet waren, begann England das letzte Over mit 14 Runs weniger als Neuseeland. England gewann das Finale, da es während des Spieles mehr Boundaries als Neuseeland erzielte, und errang seinen ersten Weltmeistertitel bei der vierten Finalteilnahme.
In der Super 12 des T20 World Cup 2021 in Oman und den Vereinigten Arabischen Emiraten bezwang England nacheinander die West Indies, Bangladesch, Australien und Sri Lanka, bevor es im letzten Spiel Südafrika unterlag. Dennoch beendeten die Engländer ihre Gruppe auf dem ersten Platz und erreichten das Halbfinale, in dem sie jedoch Neuseeland mit fünf Wickets unterlagen. In der Super 12 des T20 World Cup 2022 in Australien gewann England gegen Afghanistan, Neuseeland und Sri Lanka, während das Spiel gegen den Gastgeber aufgrund Regens ausfiel und das vom Regen beeinflusste Spiel gegen Irland verloren ging. Damit schlossen die Engländer ihre Gruppe auf dem zweiten Platz ab und erreichten das Halbfinale, wo sie Indien mit zehn Wickets bezwangen und das Finale erreichten. Im Finale besiegte England Pakistan mit fünf Wickets und gewann somit seinen zweiten T20 World Cup. Damit wurde England die erste Männernationalmannschaft, die den Cricket-World-Cup- und den T20-World-Cup-Titel zur selben Zeit trug. England erreichte sowohl bei der World Test Championship 2019–2021 als auch bei der World Test Championship 2021–2023 den vierten Platz. In der Vorrunde des Cricket World Cup 2023 in Indien tat sich der Titelverteidiger schwer und erlitt Niederlagen gegen Neuseeland, Afghanistan, Südafrika, Sri Lanka, Indien und Australien, während lediglich gegen Bangladesch, die Niederlande und Pakistan Siege gelangen. Die Niederlage gegen Afghanistan war die erste gegen diesen Gegner. Trostpreis war die direkte Qualifikation für die Champions Trophy 2025 in Pakistan. Beim T20 World Cup 2024 in den West Indies und den Vereinigten Staaten drang der Titelverteidiger bis ins Halbfinale vor, erlitt dort jedoch eine deutliche Niederlage gegen Indien. Die Champions Trophy 2025 verlief für die Engländer enttäuschend und sie schieden nach Niederlagen gegen Australien, Afghanistan und Südafrika aus dem Turnier aus.

## Organisation

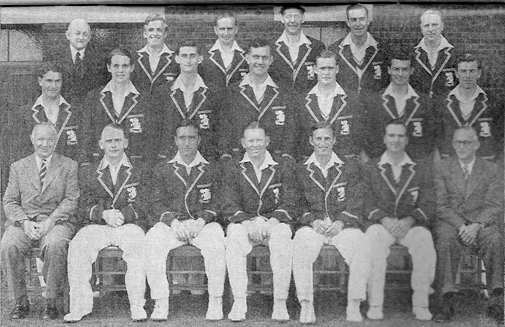
Die englische Cricket-Nationalmannschaft des MCC auf Tour in Australien, 1950/51

Das England and Wales Cricket Board (ECB) ist verantwortlich für die Organisation des Cricket in England und Wales sowie die englische Cricket-Nationalmannschaft. Das ECB wurde am 1. Januar 1997 gegründet und vertritt England und Wales beim International Cricket Council (ICC). Das ECB ist bei der Nationalmannschaft neben der Aufstellung des Teams verantwortlich für den Kartenverkauf, der Gewinnung von Sponsoren und der Vermarktung der Medienrechte. Der Verband ist außerdem verantwortlich für die Durchführung von Test-, ODI- und T20I-Serien gegen andere Nationalmannschaften sowie die Organisation von Heimspielen und -turnieren.
Zuvor lag die Verantwortung bis 1997 beim Test and County Cricket Board (TCCB), der die Aufgabe 1968 vom Marylebone Cricket Club (MCC) übernommen hatte. Der MCC organisierte ab 1903 alle Touren Englands. Mit Ausnahme der Tests trat die englische Mannschaft bei Tour-Spielen bis zu ihrer Australientour in der Saison 1976/77 offiziell als MCC an. Die Mannschaft trug letztmals bei ihrer 1996/97-Neuseelandtour Neuseeland die Farben des MCC.
Kinder und Jugendliche werden bereits in der Schule an den Cricketsport herangeführt und je nach Interesse und Talent beginnt dann die Ausbildung. Wie andere Cricketnationen verfügt England über eine U-19-Nationalmannschaft, die an der entsprechenden Weltmeisterschaft teilnimmt. Die zweite Nationalmannschaft Englands bildet England Lions, in der junge Spieler an die eigentliche Nationalmannschaft herangeführt werden sollen und deren Spiele über First-Class- bzw. List-A-Status verfügen.

### Status in Wales

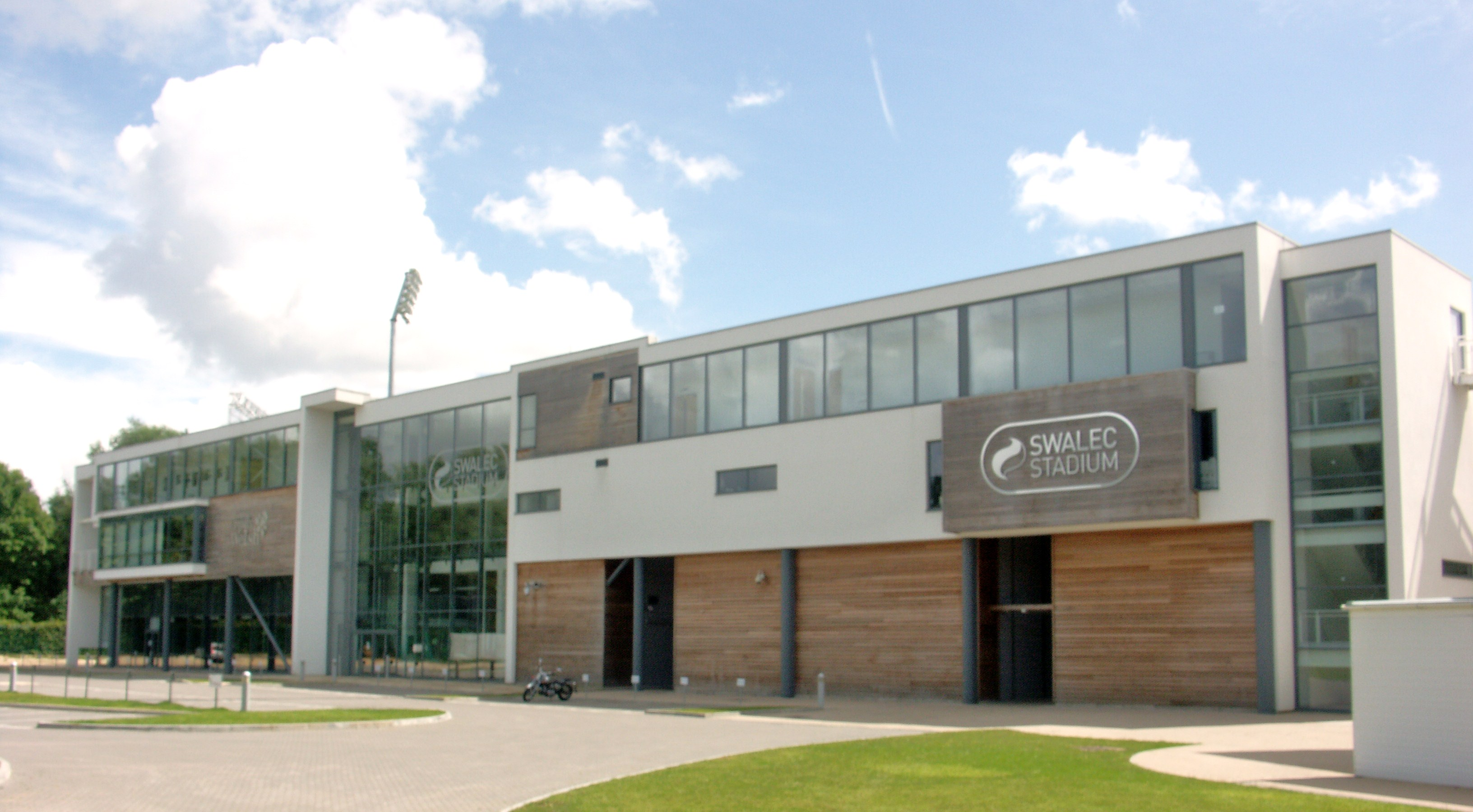
Eingang zum SWALEC Stadium in Cardiff, Heimat des walisischen Cricket

Bis in die frühen 1990er Jahre vertrat die englische Cricket-Nationalmannschaft das gesamte Vereinigte Königreich im internationalen Cricket. Sowohl die schottische als auch die walisische Cricket-Nationalmannschaft absolvierten gelegentlich Cricketmatches und Spieler beider Länder traten bei Gelegenheit für die englische Nationalmannschaft an. Schottland wurde 1994 selbst ein Mitglied des ICC, nachdem es zwei Jahre zuvor das Test and County Cricket Board verlassen und einen eigenen Verband gegründet hatte.
Die Tatsache, dass das ECB ausschließlich als England auftritt, obwohl auch walisische Spieler für die Mannschaft spielberechtigt sind, stieß bisweilen auf Kritik, unter anderem von den Cricketspielern Simon und Geraint Jones. So kam es zwar zu Forderungen zur Gründung eines unabhängigen walisischen Teams, was jedoch aus finanziellen Gründen als nicht aussichtsreich betrachtet wird. Im nationalen Cricket ist Wales durch das County Glamorgan vertreten.
Die Nichtexistenz einer walisischen Cricket-Nationalmannschaft wurde bereits mehrmals im walisischen Parlament, dem Senedd Cymru, debattiert. 2017 plädierte der walisische First Minister, Carwyn Jones, für die Etablierung einer walisischen ODI-Mannschaft und erklärte: „[Es] ist seltsam, dass Irland und Schottland an internationalen Turnieren teilnehmen, Wales aber nicht.“

### Auswahl der Spieler

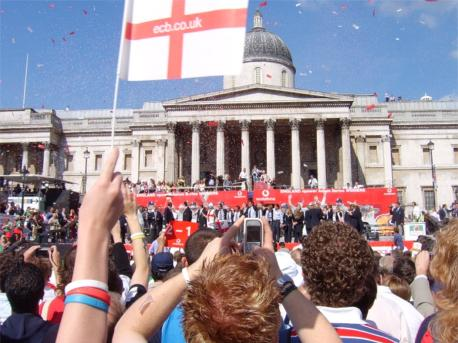
Siegesfeier auf dem Trafalgar Square nach dem Sieg Englands bei The Ashes 2005

Die englische Cricket-Nationalmannschaft vertritt die Nationen England und Wales im internationalen Cricket. Nach den Regularien des ICC qualifizieren sich jedoch Spieler durch ihre Nationalität, ihren Geburtsort oder Wohnort für eine Nationalmannschaft. Demnach dürfen einige Spieler für mehr als eine Nationalmannschaft spielen (wie in einigen anderen Nationalmannschaften auch). Nach den Regularien des ECB muss ein Spieler, um für England spielen zu können, britischer Staatsbürger sein und in England bzw. Wales geboren sein oder in England bzw. Wales für mindestens drei Jahre wohnen. Dies führte bereits dazu, dass Spieler, die bereits für andere Nationalmannschaften spielten, auch für England spielen konnten. Der Qualifizierungszeitraum für Spieler, die außerhalb Englands bzw. Wales’ geboren sind, wurde mehrmals geändert, jedoch vom ECB im November 2018 auf drei Jahre festgelegt und stimmt seitdem mit dem vom ICC festgelegten Zeitraum überein.
Die Regeln führten dazu, dass zahlreiche Spieler, die im Ausland aufgewachsen sind, für England spielten. Beispiele sind dafür Spieler aus Südafrika (Kevin Pietersen), Neuseeland (Ben Stokes) und Barbados (Jofra Archer). Nach den Regularien des ICC dürfen auch Spieler aus Associate Members des ICC (d. h. nicht-Tests spielende Nationen) für eine Testnation spielen, sobald sie sich erfolgreich qualifiziert haben. Dies sorgte vor allem für einen Abfluss aus dem irischen Team, solange dieses keinen Test-Status besaß, so dass beispielsweise der Kapitän der Weltmeistermannschaft 2019, Eoin Morgan, seine internationale Karriere in der irischen Nationalmannschaft begann.

### Aufstellung der Mannschaft
Wie andere Test-Nationen auch wird das englische Team heutzutage von einem Nominierungsausschuss (Selectors) zusammengestellt. Dieses besteht allgemein aus einem vom ECB bestimmten Vorsitzenden, dem Coach der Nationalmannschaft und einer weiteren vom Vorsitzenden bestimmten Person. Die Selectors bestimmen in jedem Jahr die Spieler, die einen zentralen Vertrag erhalten, entweder für alle Mannschaften oder die einer Austragungsform. Die ausgewählten Spieler werden vom englischen Verband bezahlt, können jedoch, wenn sie nicht für die Mannschaft eingesetzt werden, für ihr County spielen. Für jede Tour wird dann ein Kader von den Selectors zusammengestellt, wobei der Kapitän das letztendliche Recht hat zu bestimmen, wer in welchem Spiel eingesetzt wird.

## Trikots
| Zeitraum  | Trikotausrüster | Trikotsponsor    |
| --------- | --------------- | ---------------- |
| 1994–1996 | –               | Tetley’s Brewery |
| 1996–1998 | Asics           | Tetley’s Brewery |
| 1998–2000 | Asics           | Vodafone         |
| 2000–2008 | Admiral         | Vodafone         |
| 2008–2010 | Adidas          | Vodafone         |
| 2010–2014 | Adidas          | Brit Insurance   |
| 2014–2017 | Adidas          | Waitrose         |
| 2017–2021 | New Balance     | NatWest          |
| 2021–2022 | New Balance     | Cinch            |
| 2022–2025 | Castore         | Cinch            |
| seit 2025 | Castore         | Toyota           |

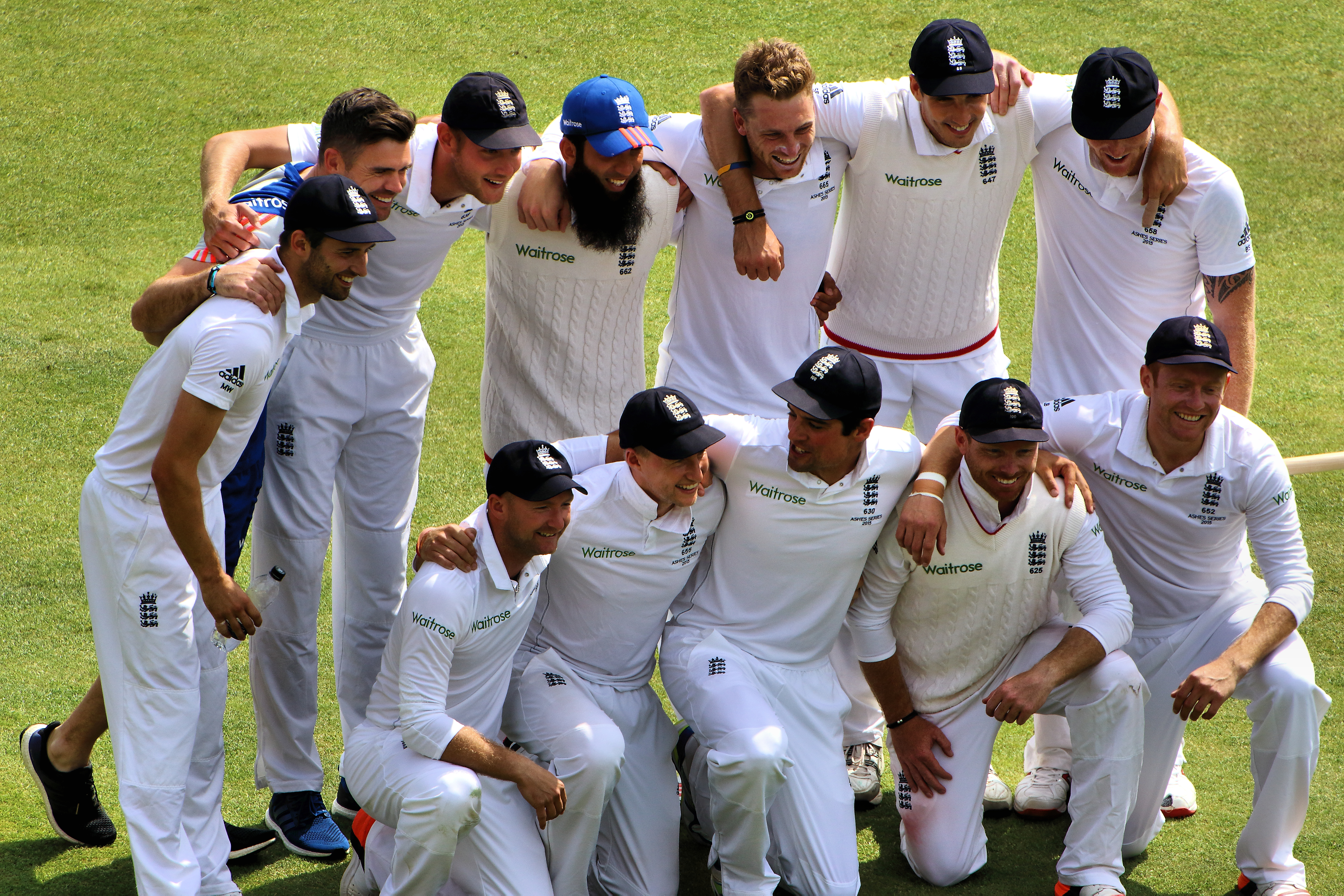
Die englische Cricket-Nationalmannschaft bei The Ashes 2015

Bei Tests spielt England in weißen Trikots mit den drei Löwen des ECB auf der linken Brust und den Namen mitsamt Logo des Sponsors Cinch auf der rechten Brust. Englische Feldspieler dürfen einen dunkelblauen Hut oder weißen Sonnenhut mit dem Logo des ECB in der vorderen Mitte tragen. Die Cricket-Helme sind ebenfalls dunkelblau gehalten. Bis 1997 war auf dem Trikot das Logo des Test and County Cricket Board (TCCB) mit einem Löwen und Wickets abgebildet, während die Helme, Trikots und Hüte die drei Löwen zeigten.
In den kürzeren Formen zeigt das englische ODI- und T20I-Trikot das Cinch-Logo in der Mitte mit den drei Löwen links und das Logo von New Balance auf der rechten Seite. Für ODIs besteht das Trikot aus einem blauen Hemd mit dunkelblauen Hosen, während das T20I-Trikot aus einem feuerroten Hemd und dunkelblauen Hosen besteht. Bei ICC-Turnieren in den kürzeren Formen wird ein anderes Trikotdesign verwendet mit dem Logo des Sponsors auf dem Ärmel und ENGLAND auf der Brust.
Im Verlauf der Jahre zeigte das englische ODI-Trikot verschiedene Blautöne (unter anderem Hellblau in den 1990er Jahren, bevor es durch ein dunkleres Blau ersetzt wurde) abwechselnd mit komplett roten Trikots.
Englands Trikot wird seit April 2022 vom britischen Sportartikelhersteller Castore hergestellt, der New Balance ersetzte. Im Februar 2021 kündigte das England and Wales Cricket Board an, das der Trikotsponsor NatWest durch Cinch, einem Onlinemarktplatz für Gebrauchtwagen, ersetzt werden wird. 2025 ersetzte der Automobilhersteller Toyota Cinch als Trikotsponsor.

## Stadien
England verfügt über kein offizielles Heimstadion für seine Nationalmannschaft, sondern bestreitet seine Heimspiele in verschiedenen Stadien in England und Wales.
Die englische Mannschaft hat bisher auf heimischen Boden zehn Stadien für die Austragung von Testspielen verwendet:
| Nr. | Stadion                           | Stadt             | Erstaustragung    |
| --- | --------------------------------- | ----------------- | ----------------- |
| 1   | The Oval                          | London            | 6. September 1880 |
| 2   | Old Trafford Cricket Ground       | Manchester        | 10. Juli 1884     |
| 3   | Lord’s Cricket Ground             | London            | 21. Juli 1884     |
| 4   | Trent Bridge                      | Nottingham        | 1. Juni 1899      |
| 5   | Headingley Stadium (Headingley)   | Leeds             | 29. Juni 1899     |
| 6   | County Cricket Ground (Edgbaston) | Birmingham        | 29. Mai 1902      |
| 7   | Bramall Lane                      | Sheffield         | 3. Juli 1902      |
| 8   | County Ground (Riverside)         | Chester-le-Street | 5. Juni 2003      |
| 9   | SWALEC Stadium (Sophia Gardens)   | Cardiff           | 8. Juli 2009      |
| 10  | Rose Bowl                         | Southampton       | 16. Juni 2011     |

## Spielstil
Der jeweilige Stil einer Cricket-Nationalmannschaft ist stark von den räumlichen und klimatischen Gegebenheiten geprägt. Im milden englischen Klima spielen naturgemäß die Geschwindigkeit und das Fast-Bowling eine geringere Rolle als etwa auf den harten Plätzen Südafrikas. Da der Cricketball aufgrund seiner Naht keine perfekte Kugel ist, entwickelte sich früh die Technik des Seam bowling, wobei der Ball vom Bowler beim Abwurf mit der Naht nach oben gehalten wird; wenn die Naht die Cricket Pitch trifft, kann der Ball dann in seiner Bewegung seitwärts abweichen und für den Spieler am Schlag Probleme verursachen. Diese Technik, zusammen mit dem Spin Bowling, bei dem der Ball mit einem Drall versehen wird, sind für mehr Siege der englischen Mannschaft bei Test-Matches verantwortlich als alle anderen Techniken. Diese Techniken waren von besonderer Bedeutung, bevor sich schrittweise die Praxis etablierte, die Spielfelder vor Regen zu schützen, da auf regennassem Spielfeld das Fast-Bowling nur eine geringe Wirkung hat.

## Fankultur
Das englische Cricketteam wird auf seinen Touren von der Barmy Army begleitet, die sich aus einer informellen Gruppe von Cricketfans entwickelte und sich immer weiter professionalisierte. Sie entstand während der Ashes Tour 1994/95 und wurde von Paul Burnham gegründet.

## Rivalitäten mit anderen Nationalmannschaften

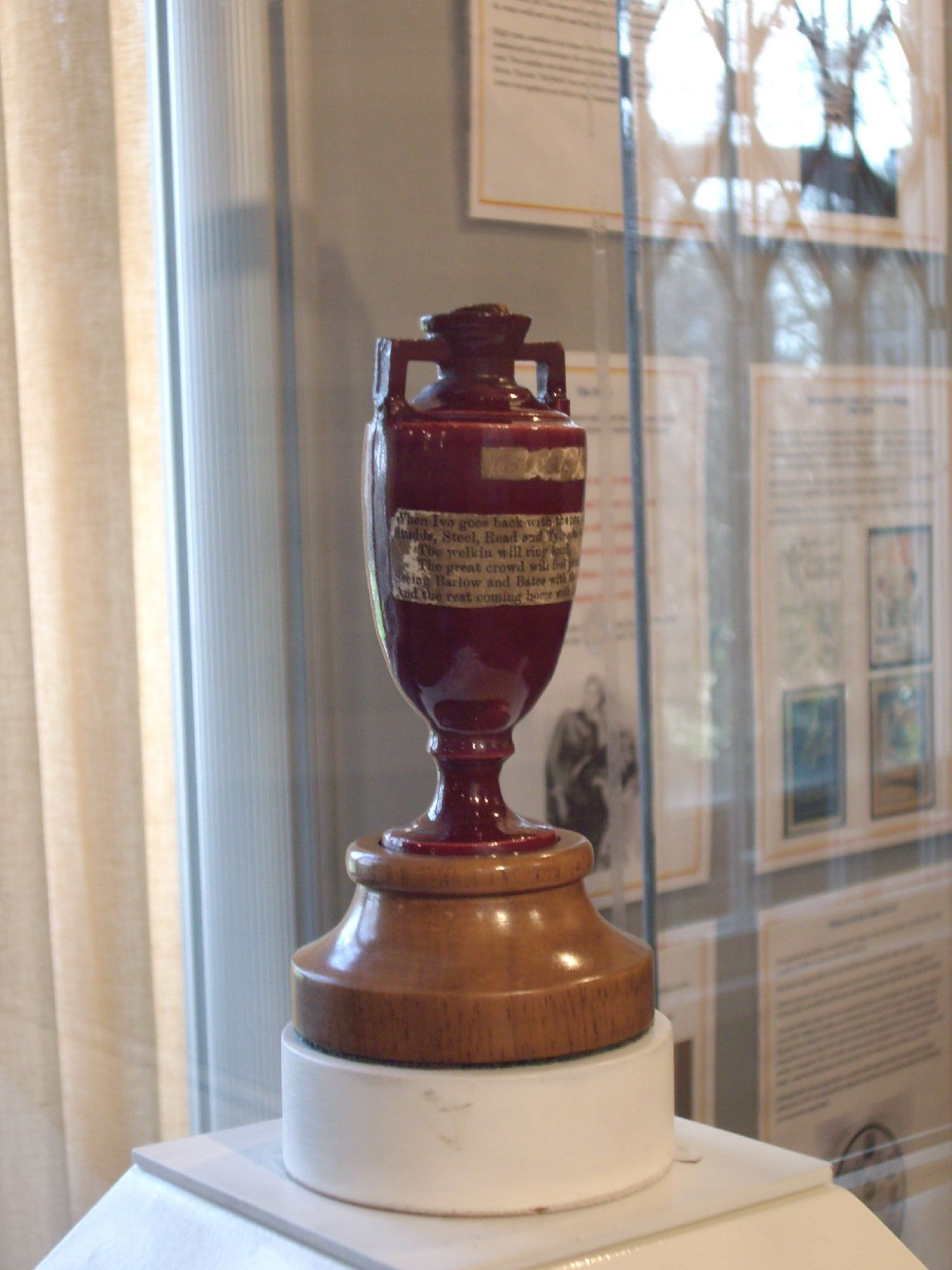
The Ashes ist die älteste Trophäe im internationalen Cricket und wird seit 1882 zwischen England und Australien ausgespielt

Seit dem ersten Test am 15. – 19. März 1877 pflegt England eine Rivalität mit Australien, die sich im Länderkampf The Ashes niederschlägt, der traditionsreichsten und wichtigsten Auseinandersetzung im Cricket. Diese ist Teil der seit dem späten 19. Jahrhundert bestehenden starken sportlichen Rivalität zwischen Australien und England, die auch in anderen Sportarten (vor allem im Rugby Union und auch bei den Commonwealth Games) einen besonderen Stellenwert hat.

## Internationale Touren
Wie es seit dem Beginn des internationalen Crickets üblich ist, unternimmt die englische Cricket-Nationalmannschaft zum Teil monatelange Touren ins Ausland, um gegen andere Nationalteams sowie gegen Regionalauswahlen und Cricketclubs anzutreten. Ebenso empfängt man daheim durch England tourenden Nationalteams. Im heimischen Sommer ist man entweder Gastgeber oder tourt durch andere Cricketnationen der Nordhemisphäre und im heimischen Winter tourt man durch die Cricketnationen der Südhemisphäre. Die bekannteste und traditionsreichste, weil älteste Trophäe, die bei diesen Touren ausgespielt wird, ist die seit 1882 gegen Australien ausgespielte The Ashes. Seitdem kamen weitere Trophäen hinzu, die England gegen andere Nationalmannschaften ausspielt. So spielte England im Test Cricket von 1951/52 bis 2023/24 gegen Indien in Indien um die Anthony de Mello Trophy sowie von 2007 bis 2021 gegen Indien in England um die Pataudi Trophy und seit 2024/25 gegen Neuseeland um die Crowe-Thorpe Trophy. Von 1963 bis 2020 wurde gegen die West Indies um die Wisden Trophy gespielt; letztgenannte wurde 2021/22 durch die Richards-Botham Trophy ersetzt. Sowohl die Anthony de Mello Trophy als auch die Pataudi Trophy wurden 2025 durch die Anderson-Tendulkar Trophy ersetzt.

## Spieler

### Bekannte Spieler

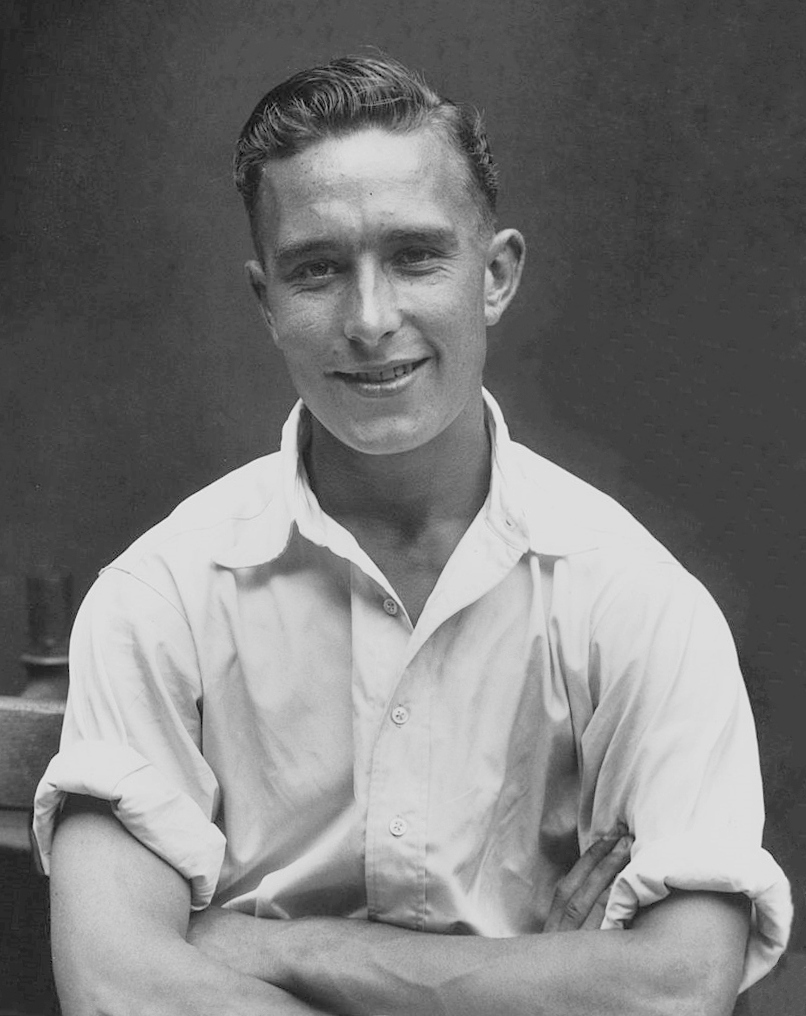
Denis Compton (1936)

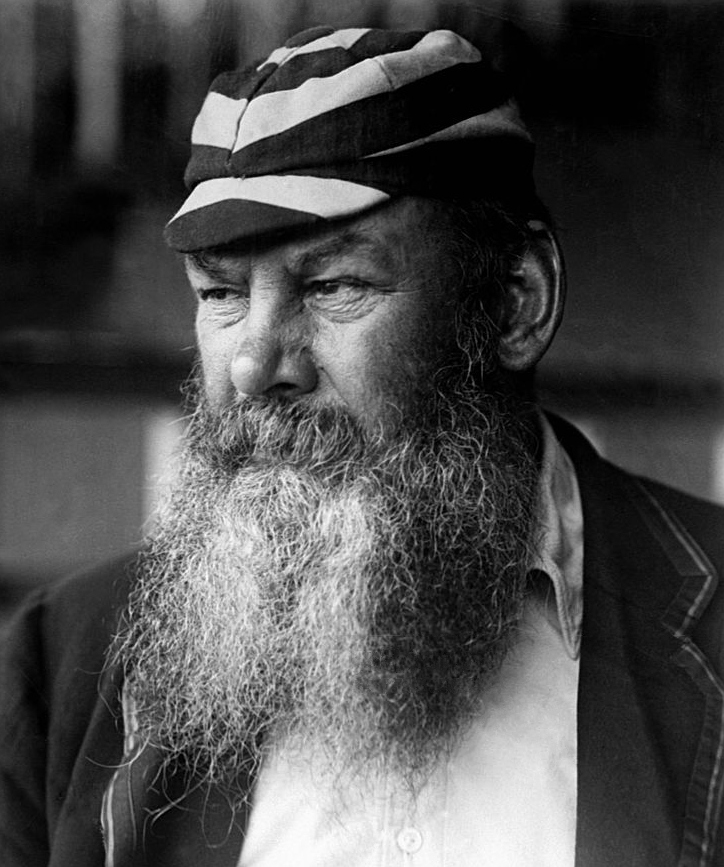
W. G. Grace (ca. 1902)

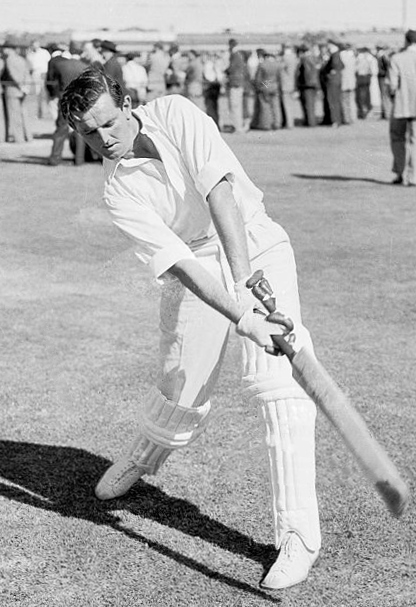
Tom Graveney (1954)

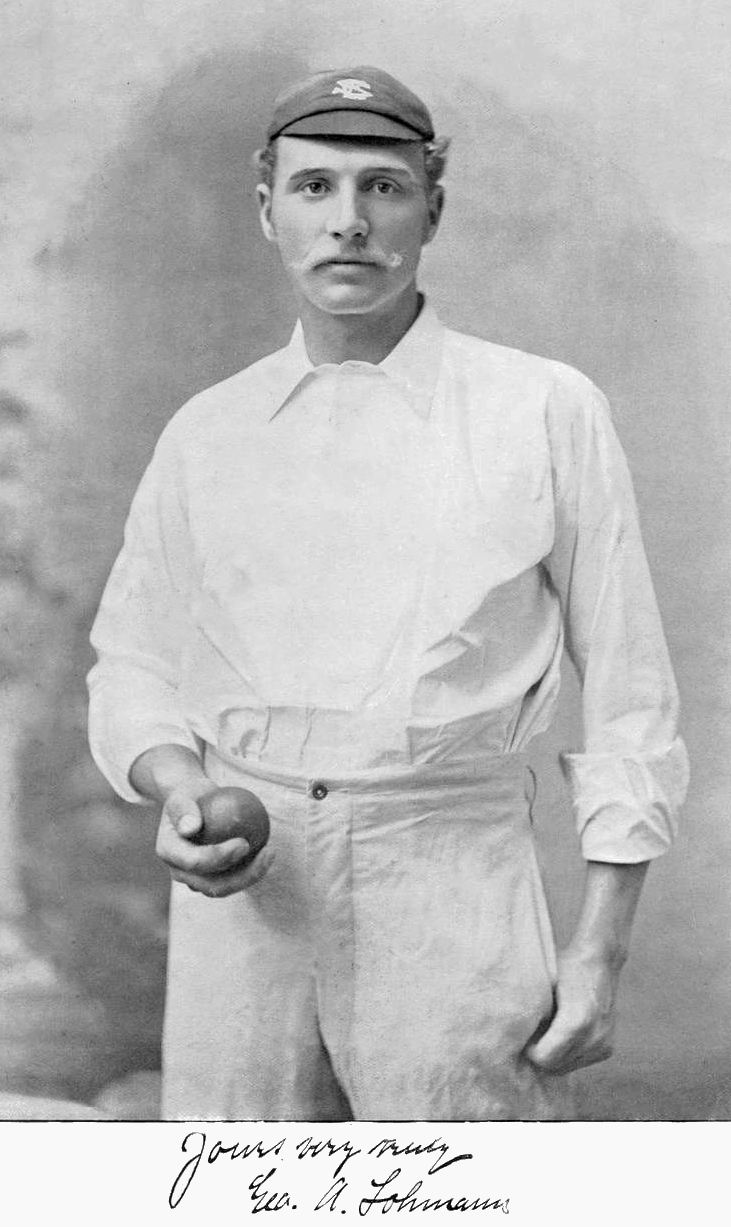
George Lohmann (1895)

28 ehemalige englische Spieler wurden aufgrund ihrer herausragenden Leistungen in die ICC Cricket Hall of Fame aufgenommen:
| Spieler           | Position             | Aufnahme |
| ----------------- | -------------------- | -------- |
| Sydney Barnes     | Bowler               | 2009     |
| Ken Barrington    | Batter               | 2010     |
| Alec Bedser       | Bowler               | 2009     |
| Ian Botham        | All-rounder          | 2009     |
| Geoffrey Boycott  | Opening Batter       | 2009     |
| Denis Compton     | Bowler               | 2009     |
| Alastair Cook     | Opening Batter       | 2024     |
| Colin Cowdrey     | Batter               | 2009     |
| Ted Dexter        | Batter               | 2021     |
| Graham Gooch      | Batter               | 2009     |
| David Gower       | Batter               | 2009     |
| W. G. Grace       | All-rounder          | 2009     |
| Tom Graveney      | Batter               | 2009     |
| Wally Hammond     | Batter               | 2009     |
| Jack Hobbs        | Opening Batter       | 2009     |
| Len Hutton        | Opening Batter       | 2009     |
| Alan Knott        | Wicket-Keeper-Batter | 2009     |
| Jim Laker         | Bowler               | 2009     |
| Harold Larwood    | Bowler               | 2009     |
| George Lohmann    | Bowler               | 2016     |
| Peter May         | Batter               | 2009     |
| Wilfred Rhodes    | All-rounder          | 2009     |
| Brian Statham     | Bowler               | 2009     |
| Herbert Sutcliffe | Batter               | 2009     |
| Fred Trueman      | Bowler               | 2009     |
| Derek Underwood   | Bowler               | 2009     |
| Bob Willis        | Bowler               | 2021     |
| Frank Woolley     | All-rounder          | 2009     |

### Spielerstatistiken
Insgesamt haben für England 719 Spieler Tests, 279 Spieler ODIs und 108 Spieler T20Is gespielt. Im Folgenden sind die Spieler aufgeführt, die für die englische Mannschaft die meisten Runs und Wickets erzielt haben.

#### Runs
| Test                  | Test                  | Test                  | Test                  | ODI                   | ODI                   | ODI                   | ODI                   | T20I                  | T20I                  | T20I                  | T20I                  |
| Spieler               | Zeitraum              | Tests                 | Runs                  | Spieler               | Zeitraum              | ODIs                  | Runs                  | Spieler               | Zeitraum              | T20Is                 | Runs                  |
| --------------------- | --------------------- | --------------------- | --------------------- | --------------------- | --------------------- | --------------------- | --------------------- | --------------------- | --------------------- | --------------------- | --------------------- |
| Joe Root              | 2012–heute            | 158                   | 13.543                | Joe Root              | 2013–heute            | 180                   | 7.126                 | Jos Buttler           | 2011–heute            | 137                   | 3.700                 |
| Alastair Cook         | 2006–2018             | 161                   | 12.472                | Eoin Morgan           | 2009–2022             | 225                   | 6.957                 | Eoin Morgan           | 2009–2022             | 115                   | 2.458                 |
| Graham Gooch          | 1975–1995             | 118                   | 08.900                | Ian Bell              | 2004–2015             | 161                   | 5.416                 | Alex Hales            | 2011–2022             | 075                   | 2.074                 |
| Alec Stewart          | 1990–2003             | 133                   | 08.463                | Jos Buttler           | 2012–heute            | 190                   | 5.274                 | Dawid Malan           | 2017–2023             | 062                   | 1.892                 |
| David Gower           | 1978–1992             | 117                   | 08.231                | Paul Collingwood      | 2001–2011             | 197                   | 5.092                 | Jonny Bairstow        | 2011–2024             | 080                   | 1.671                 |
| Stand: 8. August 2025 | Stand: 8. August 2025 | Stand: 8. August 2025 | Stand: 8. August 2025 | Stand: 8. August 2025 | Stand: 8. August 2025 | Stand: 8. August 2025 | Stand: 8. August 2025 | Stand: 8. August 2025 | Stand: 8. August 2025 | Stand: 8. August 2025 | Stand: 8. August 2025 |

#### Wickets
| Test                  | Test                  | Test                  | Test                  | ODI                   | ODI                   | ODI                   | ODI                   | T20I                  | T20I                  | T20I                  | T20I                  |
| Spieler               | Zeitraum              | Tests                 | Wickets               | Spieler               | Zeitraum              | ODIs                  | Wickets               | Spieler               | Zeitraum              | T20Is                 | Wickets               |
| --------------------- | --------------------- | --------------------- | --------------------- | --------------------- | --------------------- | --------------------- | --------------------- | --------------------- | --------------------- | --------------------- | --------------------- |
| James Anderson        | 2003–2024             | 188                   | 704                   | James Anderson        | 2002–2015             | 194                   | 269                   | Adil Rashid           | 2009–heute            | 127                   | 135                   |
| Stuart Broad          | 2007–2023             | 167                   | 604                   | Darren Gough          | 1994–2006             | 158                   | 234                   | Chris Jordan          | 2014–2024             | 095                   | 108                   |
| Ian Botham            | 1977–1992             | 102                   | 383                   | Adil Rashid           | 2009–heute            | 152                   | 224                   | Stuart Broad          | 2006–2014             | 056                   | 065                   |
| Bob Willis            | 1971–1984             | 090                   | 325                   | Stuart Broad          | 2006–2016             | 121                   | 178                   | Sam Curran            | 2019–heute            | 058                   | 054                   |
| Fred Trueman          | 1952–1965             | 067                   | 307                   | Chris Woakes          | 2011–2023             | 122                   | 173                   | Mark Wood             | 2015–heute            | 038                   | 054                   |
| Stand: 8. August 2025 | Stand: 8. August 2025 | Stand: 8. August 2025 | Stand: 8. August 2025 | Stand: 8. August 2025 | Stand: 8. August 2025 | Stand: 8. August 2025 | Stand: 8. August 2025 | Stand: 8. August 2025 | Stand: 8. August 2025 | Stand: 8. August 2025 | Stand: 8. August 2025 |

### Mannschaftskapitäne
Bisher haben insgesamt 82 Spieler als Kapitän für England bei einem Testmatch fungiert, 38 für ein ODI und zwölf für ein T20I.
| Test | Test                         | Test       | ODI                | ODI        | T20I             | T20I       |
| Nr.  | Name                         | Zeitraum   | Name               | Zeitraum   | Name             | Zeitraum   |
| ---- | ---------------------------- | ---------- | ------------------ | ---------- | ---------------- | ---------- |
| 1    | James Lillywhite             | 1877       | Ray Illingworth    | 1971–1973  | Michael Vaughan  | 2005–2007  |
| 2    | Lord Harris                  | 1879–1884  | Brian Close        | 1972       | Andrew Strauss   | 2006–2009  |
| 3    | Alfred Shaw                  | 1881–1882  | Mike Denness       | 1973–1975  | Paul Collingwood | 2007–2011  |
| 4    | Albert N. Hornby             | 1882–1884  | John Edrich        | 1975       | Alastair Cook    | 2009       |
| 5    | Honourable Ivo Bligh         | 1882–1883  | Alan Knott         | 1976       | Stuart Broad     | 2011–2014  |
| 6    | Arthur Shrewsbury            | 1884–1887  | Tony Greig         | 1976       | Graeme Swann     | 2011       |
| 7    | Allan Steel                  | 1886–1888  | Mike Brearley      | 1977–1980  | Eoin Morgan      | 2012–2022  |
| 8    | Walter Read                  | 1888–1892  | Geoffrey Boycott   | 1977–1978  | James Tredwell   | 2013       |
| 9    | W. G. Grace                  | 1888–1899  | Bob Willis         | 1978–1984  | Jos Buttler      | 2015–2025  |
| 10   | C. Aubrey Smith              | 1889       | Ian Botham         | 1980–1981  | Moeen Ali        | 2020–2023  |
| 11   | Monty Bowden                 | 1889       | Keith Fletcher     | 1981–1982  | Phil Salt        | 2024       |
| 12   | Andrew Stoddart              | 1893–1898  | David Gower        | 1984–1989  | Harry Brook      | 2025–heute |
| 13   | Sir Tim O’Brien              | 1896       | Norman Gifford     | 1985       |                  |            |
| 14   | Lord Hawke                   | 1896–1899  | Mike Gatting       | 1986–1988  |                  |            |
| 15   | Archie MacLaren              | 1897–1909  | John Emburey       | 1987       |                  |            |
| 16   | Plum Warner                  | 1903–1906  | Graham Gooch       | 1988–1993  |                  |            |
| 17   | Honourable Stanley Jackson   | 1905       | Allan Lamb         | 1990       |                  |            |
| 18   | Tip Foster                   | 1907       | Alec Stewart       | 1992–2003  |                  |            |
| 19   | Frederick Fane               | 1907–1910  | Mike Atherton      | 1994–1997  |                  |            |
| 20   | Arthur Jones                 | 1908       | Nasser Hussein     | 1997–2003  |                  |            |
| 21   | H. D. G. Leveson-Gower       | 1910       | Adam Hollioake     | 1997–1999  |                  |            |
| 22   | Johnny Douglas               | 1911–1924  | Graham Thorpe      | 2001       |                  |            |
| 23   | C. B. Fry                    | 1912       | Marcus Trescothick | 2001–2005  |                  |            |
| 24   | Lionel Tennyson              | 1921       | Michael Vaughan    | 2003–2007  |                  |            |
| 25   | Frank Mann                   | 1922–1923  | Andrew Flintoff    | 2006–2007  |                  |            |
| 26   | Arthur Gilligan              | 1924–1925  | Andrew Strauss     | 2006–2011  |                  |            |
| 27   | Arthur Carr                  | 1926–1929  | Paul Collingwood   | 2007–2009  |                  |            |
| 28   | Percy Chapman                | 1926–1931  | Kevin Pietersen    | 2008       |                  |            |
| 29   | Rony Stanyforth              | 1927–1928  | Alastair Cook      | 2010–2014  |                  |            |
| 30   | Greville Stevens             | 1928       | Eoin Morgan        | 2011–2022  |                  |            |
| 31   | Jack White                   | 1929       | Stuart Broad       | 2014       |                  |            |
| 32   | Harold Gilligan              | 1930       | James Taylor       | 2015       |                  |            |
| 33   | Honourable Freddie Calthorpe | 1930       | Jos Buttler        | 2016–2025  |                  |            |
| 34   | Bob Wyatt                    | 1930–1935  | Ben Stokes         | 2021       |                  |            |
| 35   | Douglas Jardine              | 1931–1934  | Moeen Ali          | 2022       |                  |            |
| 36   | Cyril Walters                | 1934       | Zak Crawley        | 2023       |                  |            |
| 37   | Gubby Allen                  | 1936–1948  | Harry Brook        | 2024–heute |                  |            |
| 38   | Walter Robins                | 1937       | Liam Livingstone   | 2024       |                  |            |
| 39   | Wally Hammond                | 1938–1947  |                    |            |                  |            |
| 40   | Norman Yardley               | 1947–1950  |                    |            |                  |            |
| 41   | Ken Cranston                 | 1948       |                    |            |                  |            |
| 42   | George Mann                  | 1948–1949  |                    |            |                  |            |
| 43   | Freddie Brown                | 1949–1951  |                    |            |                  |            |
| 44   | Nigel Howard                 | 1951–1952  |                    |            |                  |            |
| 45   | Donald Carr                  | 1952       |                    |            |                  |            |
| 46   | Len Hutton                   | 1952–1955  |                    |            |                  |            |
| 47   | David Sheppard               | 1954       |                    |            |                  |            |
| 48   | Peter May                    | 1955–1961  |                    |            |                  |            |
| 49   | Colin Cowdrey                | 1959–1969  |                    |            |                  |            |
| 50   | Ted Dexter                   | 1961–1964  |                    |            |                  |            |
| 51   | M. J. K. Smith               | 1964–1966  |                    |            |                  |            |
| 52   | Brian Close                  | 1966–1967  |                    |            |                  |            |
| 53   | Tom Graveney                 | 1968       |                    |            |                  |            |
| 54   | Ray Illingworth              | 1969–1973  |                    |            |                  |            |
| 55   | Tony Lewis                   | 1972–1973  |                    |            |                  |            |
| 56   | Mike Denness                 | 1974–1975  |                    |            |                  |            |
| 57   | John Edrich                  | 1975       |                    |            |                  |            |
| 58   | Tony Greig                   | 1975–1977  |                    |            |                  |            |
| 59   | Mike Brearley                | 1977–1981  |                    |            |                  |            |
| 60   | Geoffrey Boycott             | 1978       |                    |            |                  |            |
| 61   | Ian Botham                   | 1980–1981  |                    |            |                  |            |
| 62   | Keith Fletcher               | 1981–1982  |                    |            |                  |            |
| 63   | Bob Willis                   | 1982–1984  |                    |            |                  |            |
| 64   | David Gower                  | 1982–1989  |                    |            |                  |            |
| 65   | Mike Gatting                 | 1986–1988  |                    |            |                  |            |
| 66   | John Emburey                 | 1988       |                    |            |                  |            |
| 67   | Chris Cowdrey                | 1988       |                    |            |                  |            |
| 68   | Graham Gooch                 | 1988–1993  |                    |            |                  |            |
| 69   | Allan Lamb                   | 1990       |                    |            |                  |            |
| 70   | Alec Stewart                 | 1993–2001  |                    |            |                  |            |
| 71   | Mike Atherton                | 1993–2001  |                    |            |                  |            |
| 72   | Nasser Hussain               | 1999–2003  |                    |            |                  |            |
| 73   | Mark Butcher                 | 1999       |                    |            |                  |            |
| 74   | Michael Vaughan              | 2003–2008  |                    |            |                  |            |
| 75   | Marcus Trescothick           | 2004–2005  |                    |            |                  |            |
| 76   | Andrew Flintoff              | 2006–2007  |                    |            |                  |            |
| 77   | Andrew Strauss               | 2006–2012  |                    |            |                  |            |
| 78   | Kevin Pietersen              | 2008       |                    |            |                  |            |
| 79   | Alastair Cook                | 2010–2016  |                    |            |                  |            |
| 80   | Joe Root                     | 2017–2022  |                    |            |                  |            |
| 81   | Ben Stokes                   | 2020–2025  |                    |            |                  |            |
| 82   | Ollie Pope                   | 2024–heute |                    |            |                  |            |

## Bilanz
Die Mannschaft hat die folgenden Bilanzen gegen die anderen Vollmitglieder des ICC im Test-, ODI- und T20I-Cricket (Stand: 8. August 2025).
| Gegner      | Tests | Tests | Tests | Tests | Tests | ODIs | ODIs | ODIs | ODIs | ODIs | T20Is | T20Is | T20Is | T20Is | T20Is |
| Gegner      | Sp.   | S     | U     | N     | R     | Sp.  | S    | U    | N    | NR   | Sp.   | S     | U     | N     | NR    |
| ----------- | ----- | ----- | ----- | ----- | ----- | ---- | ---- | ---- | ---- | ---- | ----- | ----- | ----- | ----- | ----- |
| Afghanistan | 0     | 0     | 0     | 0     | 0     | 4    | 2    | 0    | 2    | 0    | 3     | 3     | 0     | 0     | 0     |
| Australien  | 361   | 112   | 0     | 152   | 97    | 162  | 65   | 2    | 92   | 3    | 26    | 12    | 0     | 12    | 2     |
| Bangladesch | 10    | 9     | 0     | 1     | 0     | 25   | 20   | 0    | 5    | 0    | 4     | 1     | 0     | 3     | 0     |
| Indien      | 141   | 53    | 0     | 37    | 51    | 110  | 44   | 2    | 61   | 3    | 29    | 12    | 0     | 17    | 0     |
| Irland      | 2     | 2     | 0     | 0     | 0     | 15   | 11   | 0    | 2    | 2    | 2     | 0     | 0     | 1     | 1     |
| Neuseeland  | 115   | 54    | 0     | 14    | 47    | 96   | 44   | 2    | 45   | 4    | 27    | 15    | 1     | 10    | 1     |
| Pakistan    | 92    | 30    | 0     | 23    | 39    | 92   | 57   | 0    | 32   | 3    | 31    | 20    | 1     | 9     | 1     |
| Simbabwe    | 7     | 4     | 0     | 0     | 3     | 30   | 21   | 0    | 8    | 1    | 1     | 1     | 0     | 0     | 0     |
| Sri Lanka   | 39    | 19    | 0     | 9     | 11    | 79   | 38   | 1    | 37   | 3    | 14    | 10    | 0     | 4     | 0     |
| Südafrika   | 156   | 66    | 0     | 35    | 55    | 71   | 30   | 1    | 35   | 5    | 26    | 12    | 0     | 13    | 1     |
| West Indies | 166   | 54    | 0     | 59    | 53    | 111  | 57   | 0    | 48   | 6    | 38    | 19    | 0     | 18    | 1     |

## Internationale Turniere

### World Test Championship
- 2019–2021: 4. Platz
- 2021–2023: 4. Platz
- 2023–2025: 5. Platz
- 2025–2027: qualifiziert

### Cricket World Cup
- 1975: Halbfinale
- 1979: 2. Platz
- 1983: Halbfinale
- 1987: 2. Platz
- 1992: 2. Platz
- 1996: Viertelfinale
- 1999: Vorrunde
- 2003: Vorrunde
- 2007: Super 8
- 2011: Viertelfinale
- 2015: Vorrunde
- 2019: Sieger
- 2023: Vorrunde
- 2027: noch ausstehend
- 2031: noch ausstehend

### Champions Trophy
- 1998: Viertelfinale
- 2000: Viertelfinale
- 2002: Vorrunde
- 2004: 2. Platz
- 2006: Vorrunde
- 2009: Halbfinale
- 2013: 2. Platz
- 2017: Halbfinale
- 2025: Vorrunde
- 2029: noch ausstehend

### T20 World Cup
- 2007: Super 8
- 2009: Super 8
- 2010: Sieger
- 2012: Super 8
- 2014: Super 10
- 2016: Finale
- 2021: Halbfinale
- 2022: Sieger
- 2024: Halbfinale
- 2026: qualifiziert
- 2028: noch ausstehend
- 2030: noch ausstehend